# Omgång 2 i kvalspelet till världsmästerskapet i fotboll 2018 (AFC)
Omgång 2 i kvalspelet till världsmästerskapet i fotboll 2018 (AFC) var den andra av fyra omgångar i AFC:s kvalspel till världsmästerskapet i fotboll 2018 i Ryssland.

## Grupper

### Grupp A
| Nr | AFC – 2.A ( )         | S | V | O | F | GM | IM | MS  | P  |
| -- | --------------------- | - | - | - | - | -- | -- | --- | -- |
| 1  | Saudiarabien          | 8 | 6 | 2 | 0 | 28 | 4  | +24 | 20 |
| 2  | Förenade arabemiraten | 8 | 5 | 2 | 1 | 25 | 4  | +21 | 17 |
| 3  | Palestina             | 8 | 3 | 3 | 2 | 22 | 6  | +16 | 12 |
| 4  | Malaysia              | 8 | 1 | 1 | 6 | 3  | 30 | −27 | 4  |
| 5  | Östtimor              | 8 | 0 | 2 | 6 | 2  | 36 | −34 | 2  |

| AFC – 2.A ( )         |     |      |     |      |     |
| Förenade arabemiraten | —   | 10–0 | 2–0 | 1–1  | 8–0 |
| Malaysia              | 1–2 | —    | 0–6 | 0–3  | 1–1 |
| Palestina             | 0–0 | 6–0  | —   | 0–0  | 7–0 |
| Saudiarabien          | 2–1 | 2–0  | 3–2 | —    | 7–0 |
| Östtimor              | 0–1 | 0–1  | 1–1 | 0–10 | —   |

| Grupp A   |                            |
| Statistik |                            |
| Matcher   | 20                         |
| Mål       | 80 (4 per match)           |
| Publik    | 210 545 (10 527 per match) |

|             | 11 juni 2015 | Malaysia       | 1 – 1           | Östtimor         | Stadium Nasional Bukit Jalil                                   |                                                                |
| 20:45 UTC+8 | 20:45 UTC+8  | Safee Sali 34′ | (1 – 0) Rapport | 90+3′ Ramon Saro | Kuala Lumpur Publik: 5 000 Domare: Jarred Gillett (Australien) | Kuala Lumpur Publik: 5 000 Domare: Jarred Gillett (Australien) |
| 20:45 UTC+8 | 20:45 UTC+8  |                |                 |                  | Kuala Lumpur Publik: 5 000 Domare: Jarred Gillett (Australien) | Kuala Lumpur Publik: 5 000 Domare: Jarred Gillett (Australien) |
| 20:45 UTC+8 | 20:45 UTC+8  |                |                 |                  | Kuala Lumpur Publik: 5 000 Domare: Jarred Gillett (Australien) | Kuala Lumpur Publik: 5 000 Domare: Jarred Gillett (Australien) |

|             | 11 juni 2015 | Saudiarabien                                      | 3 – 2           | Palestina                               | Prince Mohamed bin Fahd Stadium                            |                                                            |
| 21:00 UTC+3 | 21:00 UTC+3  | Yahya Al-Shehri 6′ Mohammad Al-Sahlawi 47′, 90+3′ | (1 – 0) Rapport | 51′ Pablo Tamburrini 90+2′ Matías Jadue | Dammam Publik: 4 820 Domare: Abdulrahman Al-Jassim (Qatar) | Dammam Publik: 4 820 Domare: Abdulrahman Al-Jassim (Qatar) |
| 21:00 UTC+3 | 21:00 UTC+3  |                                                   |                 |                                         | Dammam Publik: 4 820 Domare: Abdulrahman Al-Jassim (Qatar) | Dammam Publik: 4 820 Domare: Abdulrahman Al-Jassim (Qatar) |
| 21:00 UTC+3 | 21:00 UTC+3  |                                                   |                 |                                         | Dammam Publik: 4 820 Domare: Abdulrahman Al-Jassim (Qatar) | Dammam Publik: 4 820 Domare: Abdulrahman Al-Jassim (Qatar) |

|             | 16 juni 2015 | Östtimor | 0 – 1           | Förenade arabemiraten | Shah Alam Stadium                                       |                                                         |
| 16:00 UTC+8 | 16:00 UTC+8  |          | (0 – 0) Rapport | 80′ Omar Abdulrahman  | Shah Alam (Malaysia) Publik: 200 Domare: Ma Ning (Kina) | Shah Alam (Malaysia) Publik: 200 Domare: Ma Ning (Kina) |
| 16:00 UTC+8 | 16:00 UTC+8  |          |                 |                       | Shah Alam (Malaysia) Publik: 200 Domare: Ma Ning (Kina) | Shah Alam (Malaysia) Publik: 200 Domare: Ma Ning (Kina) |
| 16:00 UTC+8 | 16:00 UTC+8  |          |                 |                       | Shah Alam (Malaysia) Publik: 200 Domare: Ma Ning (Kina) | Shah Alam (Malaysia) Publik: 200 Domare: Ma Ning (Kina) |

|             | 16 juni 2015 | Malaysia | 0 – 6           | Palestina                                                                        | Stadium Nasional Bukit Jalil                               |                                                            |
| 20:45 UTC+8 | 20:45 UTC+8  |          | (0 – 3) Rapport | 9′ Mus'ab Al-Batat 22′, 75′ Sameh Maraaba 41′, 89′ Tamer Seyam 63′ Khader Yousef | Kuala Lumpur Publik: 3 000 Domare: Kim Sang-Woo (Sydkorea) | Kuala Lumpur Publik: 3 000 Domare: Kim Sang-Woo (Sydkorea) |
| 20:45 UTC+8 | 20:45 UTC+8  |          |                 |                                                                                  | Kuala Lumpur Publik: 3 000 Domare: Kim Sang-Woo (Sydkorea) | Kuala Lumpur Publik: 3 000 Domare: Kim Sang-Woo (Sydkorea) |
| 20:45 UTC+8 | 20:45 UTC+8  |          |                 |                                                                                  | Kuala Lumpur Publik: 3 000 Domare: Kim Sang-Woo (Sydkorea) | Kuala Lumpur Publik: 3 000 Domare: Kim Sang-Woo (Sydkorea) |

|             | 3 september 2015 | Förenade arabemiraten                                                                                           | 10 – 00         | Malaysia | Mohammed Bin Zayed Stadium                                    |                                                               |
| 19:15 UTC+4 | 19:15 UTC+4      | Mohanad Salem 16′ Ali Mabkhout 22′, 33′, 75′ Ahmed Khalil 24′, 29′, 71′, 78′ Habib Fardan 25′ Mohamed Ahmed 39′ | (7 – 0) Rapport |          | Abu Dhabi Publik: 7 822 Domare: Abdulrahman Al-Jassim (Qatar) | Abu Dhabi Publik: 7 822 Domare: Abdulrahman Al-Jassim (Qatar) |
| 19:15 UTC+4 | 19:15 UTC+4      | |                 |          | Abu Dhabi Publik: 7 822 Domare: Abdulrahman Al-Jassim (Qatar) | Abu Dhabi Publik: 7 822 Domare: Abdulrahman Al-Jassim (Qatar) |
| 19:15 UTC+4 | 19:15 UTC+4      | |                 |          | Abu Dhabi Publik: 7 822 Domare: Abdulrahman Al-Jassim (Qatar) | Abu Dhabi Publik: 7 822 Domare: Abdulrahman Al-Jassim (Qatar) |

|             | 3 september 2015 | Saudiarabien | 7 – 0           | Östtimor | King Abdullah Sports City                                   |                                                             |
| 20:40 UTC+3 | 20:40 UTC+3      | Yahya Al-Shehri 2′ Mohammad Al-Sahlawi 23′ (str.), 26′, 71′ Salman Al-Faraj 30′ Taisir Al-Jassim 32′ Fahad Al-Muwallad 74′ | (5 – 0) Rapport |          | Jeddah Publik: 11 093 Domare: Timur Faizullin (Kirgizistan) | Jeddah Publik: 11 093 Domare: Timur Faizullin (Kirgizistan) |
| 20:40 UTC+3 | 20:40 UTC+3      | |                 |          | Jeddah Publik: 11 093 Domare: Timur Faizullin (Kirgizistan) | Jeddah Publik: 11 093 Domare: Timur Faizullin (Kirgizistan) |
| 20:40 UTC+3 | 20:40 UTC+3      | |                 |          | Jeddah Publik: 11 093 Domare: Timur Faizullin (Kirgizistan) | Jeddah Publik: 11 093 Domare: Timur Faizullin (Kirgizistan) |

| [ c ]       | 8 september 2015 | Malaysia             | 0 – 3 (Tilldelad) | Saudiarabien                                 | Shah Alam Stadium                                       |                                                         |
| 20:45 UTC+8 | 20:45 UTC+8      | Mohd Safiq Rahim 70′ | (0 – 0) Rapport   | 73′ Taisir Al-Jassim 76′ Mohammad Al-Sahlawi | Shah Alam Publik: 7 000 Domare: Liu Kwok Man (Hongkong) | Shah Alam Publik: 7 000 Domare: Liu Kwok Man (Hongkong) |
| 20:45 UTC+8 | 20:45 UTC+8      |                      |                   |                                              | Shah Alam Publik: 7 000 Domare: Liu Kwok Man (Hongkong) | Shah Alam Publik: 7 000 Domare: Liu Kwok Man (Hongkong) |
| 20:45 UTC+8 | 20:45 UTC+8      |                      |                   |                                              | Shah Alam Publik: 7 000 Domare: Liu Kwok Man (Hongkong) | Shah Alam Publik: 7 000 Domare: Liu Kwok Man (Hongkong) |

|             | 8 september 2015 | Palestina | 0 – 0           | Förenade arabemiraten | Faisal Al-Husseini International Stadium                      |                                                               |
| 17:00 UTC+3 | 17:00 UTC+3      |           | (0 – 0) Rapport |                       | Al-Ram Publik: 15 000 Domare: Ali Sabah Adday Al-Qaysi (Irak) | Al-Ram Publik: 15 000 Domare: Ali Sabah Adday Al-Qaysi (Irak) |
| 17:00 UTC+3 | 17:00 UTC+3      |           |                 |                       | Al-Ram Publik: 15 000 Domare: Ali Sabah Adday Al-Qaysi (Irak) | Al-Ram Publik: 15 000 Domare: Ali Sabah Adday Al-Qaysi (Irak) |
| 17:00 UTC+3 | 17:00 UTC+3      |           |                 |                       | Al-Ram Publik: 15 000 Domare: Ali Sabah Adday Al-Qaysi (Irak) | Al-Ram Publik: 15 000 Domare: Ali Sabah Adday Al-Qaysi (Irak) |

|             | 8 oktober 2015 | Östtimor       | 1 – 1           | Palestina              | Dili Municipal Stadium                             |                                                    |
| 16:00 UTC+9 | 16:00 UTC+9    | Ramon Saro 54′ | (0 – 0) Rapport | 90+2′ Ahmad Abu Nahyeh | Dili Publik: 2 000 Domare: Kim Dong-Jin (Sydkorea) | Dili Publik: 2 000 Domare: Kim Dong-Jin (Sydkorea) |
| 16:00 UTC+9 | 16:00 UTC+9    |                |                 |                        | Dili Publik: 2 000 Domare: Kim Dong-Jin (Sydkorea) | Dili Publik: 2 000 Domare: Kim Dong-Jin (Sydkorea) |
| 16:00 UTC+9 | 16:00 UTC+9    |                |                 |                        | Dili Publik: 2 000 Domare: Kim Dong-Jin (Sydkorea) | Dili Publik: 2 000 Domare: Kim Dong-Jin (Sydkorea) |

|             | 8 oktober 2015 | Saudiarabien                        | 2 – 1           | Förenade arabemiraten | King Abdullah Sports City                                                    |                                                                              |
| 20:00 UTC+3 | 20:00 UTC+3    | Mohammad Al-Sahlawi 44′, 90′ (str.) | (1 – 1) Rapport | 18′ Ahmed Khalil      | Jeddah Publik: 32 482 Domare: Muhammad Taqi Aljaafari Bin Jahari (Singapore) | Jeddah Publik: 32 482 Domare: Muhammad Taqi Aljaafari Bin Jahari (Singapore) |
| 20:00 UTC+3 | 20:00 UTC+3    |                                     |                 |                       | Jeddah Publik: 32 482 Domare: Muhammad Taqi Aljaafari Bin Jahari (Singapore) | Jeddah Publik: 32 482 Domare: Muhammad Taqi Aljaafari Bin Jahari (Singapore) |
| 20:00 UTC+3 | 20:00 UTC+3    |                                     |                 |                       | Jeddah Publik: 32 482 Domare: Muhammad Taqi Aljaafari Bin Jahari (Singapore) | Jeddah Publik: 32 482 Domare: Muhammad Taqi Aljaafari Bin Jahari (Singapore) |

|             | 13 oktober 2015 | Östtimor | 0 – 1           | Malaysia             | Dili Municipal Stadium                            |                                                   |
| 16:00 UTC+9 | 16:00 UTC+9     |          | (0 – 1) Rapport | 10′ Mohd Amri Yahyah | Dili Publik: 2 500 Domare: Kim Hee-Gon (Sydkorea) | Dili Publik: 2 500 Domare: Kim Hee-Gon (Sydkorea) |
| 16:00 UTC+9 | 16:00 UTC+9     |          |                 |                      | Dili Publik: 2 500 Domare: Kim Hee-Gon (Sydkorea) | Dili Publik: 2 500 Domare: Kim Hee-Gon (Sydkorea) |
| 16:00 UTC+9 | 16:00 UTC+9     |          |                 |                      | Dili Publik: 2 500 Domare: Kim Hee-Gon (Sydkorea) | Dili Publik: 2 500 Domare: Kim Hee-Gon (Sydkorea) |

|             | 9 november 2015 | Palestina | 0 – 0           | Saudiarabien | Amman International Stadium                                          |                                                                      |
| 16:00 UTC+2 | 16:00 UTC+2     |           | (0 – 0) Rapport |              | Amman (Jordanien) Publik: 10 000 Domare: Adham Makhadmeh (Jordanien) | Amman (Jordanien) Publik: 10 000 Domare: Adham Makhadmeh (Jordanien) |
| 16:00 UTC+2 | 16:00 UTC+2     |           |                 |              | Amman (Jordanien) Publik: 10 000 Domare: Adham Makhadmeh (Jordanien) | Amman (Jordanien) Publik: 10 000 Domare: Adham Makhadmeh (Jordanien) |
| 16:00 UTC+2 | 16:00 UTC+2     |           |                 |              | Amman (Jordanien) Publik: 10 000 Domare: Adham Makhadmeh (Jordanien) | Amman (Jordanien) Publik: 10 000 Domare: Adham Makhadmeh (Jordanien) |

|             | 12 november 2015 | Palestina                                                                                   | 6 – 0           | Malaysia | Amman International Stadium                                 |                                                             |
| 19:00 UTC+8 | 19:00 UTC+8      | Jonathan Cantillana 37′ Ahmad Abu Nahyeh 38′, 45′, 58′ Tamer Seyam 88′ Jaka Ihbeisheh 90+1′ | (3 – 0) Rapport |          | Amman (Jordanien) Publik: 9 772 Domare: Ahmed Al-Kaf (Oman) | Amman (Jordanien) Publik: 9 772 Domare: Ahmed Al-Kaf (Oman) |
| 19:00 UTC+8 | 19:00 UTC+8      |                                                                                             |                 |          | Amman (Jordanien) Publik: 9 772 Domare: Ahmed Al-Kaf (Oman) | Amman (Jordanien) Publik: 9 772 Domare: Ahmed Al-Kaf (Oman) |
| 19:00 UTC+8 | 19:00 UTC+8      |                                                                                             |                 |          | Amman (Jordanien) Publik: 9 772 Domare: Ahmed Al-Kaf (Oman) | Amman (Jordanien) Publik: 9 772 Domare: Ahmed Al-Kaf (Oman) |

|             | 12 november 2015 | Förenade arabemiraten                                                                               | 8 – 0           | Östtimor | Mohammed Bin Zayed Stadium                          |                                                     |
| 15:30 UTC+3 | 15:30 UTC+3      | Ali Mabkhout 15′, 21′ Ahmad Khalil 43′, 53′ (str.), 56′, 58′ Abdullah Mousa 54′ Ahmed Al Hashmi 87′ | (3 – 0) Rapport |          | Abu Dhabi Publik: 7 870 Domare: Mohsen Torky (Irak) | Abu Dhabi Publik: 7 870 Domare: Mohsen Torky (Irak) |
| 15:30 UTC+3 | 15:30 UTC+3      | |                 |          | Abu Dhabi Publik: 7 870 Domare: Mohsen Torky (Irak) | Abu Dhabi Publik: 7 870 Domare: Mohsen Torky (Irak) |
| 15:30 UTC+3 | 15:30 UTC+3      | |                 |          | Abu Dhabi Publik: 7 870 Domare: Mohsen Torky (Irak) | Abu Dhabi Publik: 7 870 Domare: Mohsen Torky (Irak) |

|             | 17 november 2015 | Östtimor | 00 – 10         | Saudiarabien | Dili Municipal Stadium                                |                                                       |
| 16:00 UTC+9 | 16:00 UTC+9      |          | (0 – 4) Rapport | 30′ (str.), 42′, 56′ (str.), 71′, 88′ Mohammad Al-Sahlawi 33′ Osama Hawsawi 35′ Yahya Al-Shehri 85′ Taisir Al-Jassim 90′ Naif Hazazi 90+2′ Fahad Al-Muwallad | Dili Publik: 2 000 Domare: Alan Milliner (Australien) | Dili Publik: 2 000 Domare: Alan Milliner (Australien) |
| 16:00 UTC+9 | 16:00 UTC+9      |          |                 | | Dili Publik: 2 000 Domare: Alan Milliner (Australien) | Dili Publik: 2 000 Domare: Alan Milliner (Australien) |
| 16:00 UTC+9 | 16:00 UTC+9      |          |                 | | Dili Publik: 2 000 Domare: Alan Milliner (Australien) | Dili Publik: 2 000 Domare: Alan Milliner (Australien) |

|             | 17 november 2015 | Malaysia             | 1 – 2           | Förenade arabemiraten                 | Shah Alam Stadium                                                                             |                                                                                               |
| 20:45 UTC+8 | 20:45 UTC+8      | Baddrol Bakhtiar 59′ | (0 – 1) Rapport | 22′ Omar Abdulrahman 52′ Ahmad Khalil | Shah Alam Publik: 0<refname="MAS-KSA-Avbruten"group="not"></ref> Domare: Masaaki Toma (Japan) | Shah Alam Publik: 0<refname="MAS-KSA-Avbruten"group="not"></ref> Domare: Masaaki Toma (Japan) |
| 20:45 UTC+8 | 20:45 UTC+8      |                      |                 |                                       | Shah Alam Publik: 0<refname="MAS-KSA-Avbruten"group="not"></ref> Domare: Masaaki Toma (Japan) | Shah Alam Publik: 0<refname="MAS-KSA-Avbruten"group="not"></ref> Domare: Masaaki Toma (Japan) |
| 20:45 UTC+8 | 20:45 UTC+8      |                      |                 |                                       | Shah Alam Publik: 0<refname="MAS-KSA-Avbruten"group="not"></ref> Domare: Masaaki Toma (Japan) | Shah Alam Publik: 0<refname="MAS-KSA-Avbruten"group="not"></ref> Domare: Masaaki Toma (Japan) |

|             | 24 mars 2016 | Förenade arabemiraten                         | 2 – 0           | Palestina | Mohammed Bin Zayed Stadium                                 |                                                            |
| 19:00 UTC+4 | 19:00 UTC+4  | Ismail Al Hammadi 32′ Ahmad Khalil 60′ (str.) | (1 – 0) Rapport |           | Abu Dhabi Publik: 15 822 Domare: Ben Williams (Australien) | Abu Dhabi Publik: 15 822 Domare: Ben Williams (Australien) |
| 19:00 UTC+4 | 19:00 UTC+4  |                                               |                 |           | Abu Dhabi Publik: 15 822 Domare: Ben Williams (Australien) | Abu Dhabi Publik: 15 822 Domare: Ben Williams (Australien) |
| 19:00 UTC+4 | 19:00 UTC+4  |                                               |                 |           | Abu Dhabi Publik: 15 822 Domare: Ben Williams (Australien) | Abu Dhabi Publik: 15 822 Domare: Ben Williams (Australien) |

|             | 24 mars 2016 | Saudiarabien                                 | 2 – 0           | Malaysia | King Abdullah Sports City                             |                                                       |
| 20:30 UTC+3 | 20:30 UTC+3  | Mohammad Al-Sahlawi 50′ Taisir Al-Jassim 74′ | (0 – 0) Rapport |          | Jeddah Publik: 34 839 Domare: Kim Dong-Jin (Sydkorea) | Jeddah Publik: 34 839 Domare: Kim Dong-Jin (Sydkorea) |
| 20:30 UTC+3 | 20:30 UTC+3  |                                              |                 |          | Jeddah Publik: 34 839 Domare: Kim Dong-Jin (Sydkorea) | Jeddah Publik: 34 839 Domare: Kim Dong-Jin (Sydkorea) |
| 20:30 UTC+3 | 20:30 UTC+3  |                                              |                 |          | Jeddah Publik: 34 839 Domare: Kim Dong-Jin (Sydkorea) | Jeddah Publik: 34 839 Domare: Kim Dong-Jin (Sydkorea) |

|             | 29 mars 2016 | Palestina                                                                                                 | 7 – 0           | Östtimor | Dora International Stadium                                      |                                                                 |
| 17:00 UTC+3 | 17:00 UTC+3  | Jaka Ihbeisheh 2′ Jonathan Cantillana 18′, 66′ Yashir Pinto 32′, 39′ Ahmed Awad 77′ Abdelatif Bahdari 90′ | (4 – 0) Rapport |          | Hebron Publik: 6 000 Domare: Hettikamkanamge Perera (Sri Lanka) | Hebron Publik: 6 000 Domare: Hettikamkanamge Perera (Sri Lanka) |
| 17:00 UTC+3 | 17:00 UTC+3  | |                 |          | Hebron Publik: 6 000 Domare: Hettikamkanamge Perera (Sri Lanka) | Hebron Publik: 6 000 Domare: Hettikamkanamge Perera (Sri Lanka) |
| 17:00 UTC+3 | 17:00 UTC+3  | |                 |          | Hebron Publik: 6 000 Domare: Hettikamkanamge Perera (Sri Lanka) | Hebron Publik: 6 000 Domare: Hettikamkanamge Perera (Sri Lanka) |

|             | 29 mars 2016 | Förenade arabemiraten | 1 – 1           | Saudiarabien         | Mohammed Bin Zayed Stadium                                 |                                                            |
| 19:00 UTC+4 | 19:00 UTC+4  | Omar Abdulrahman 52′  | (0 – 1) Rapport | 24′ Taisir Al-Jassim | Abu Dhabi Publik: 33 325 Domare: Nawaf Shukralla (Bahrain) | Abu Dhabi Publik: 33 325 Domare: Nawaf Shukralla (Bahrain) |
| 19:00 UTC+4 | 19:00 UTC+4  |                       |                 |                      | Abu Dhabi Publik: 33 325 Domare: Nawaf Shukralla (Bahrain) | Abu Dhabi Publik: 33 325 Domare: Nawaf Shukralla (Bahrain) |
| 19:00 UTC+4 | 19:00 UTC+4  |                       |                 |                      | Abu Dhabi Publik: 33 325 Domare: Nawaf Shukralla (Bahrain) | Abu Dhabi Publik: 33 325 Domare: Nawaf Shukralla (Bahrain) |

### Grupp B
| Nr | AFC – 2.B ( ) | S | V | O | F | GM | IM | MS  | P  |
| -- | ------------- | - | - | - | - | -- | -- | --- | -- |
| 1  | Australien    | 8 | 7 | 0 | 1 | 29 | 4  | +25 | 21 |
| 2  | Jordanien     | 8 | 5 | 1 | 2 | 21 | 7  | +14 | 16 |
| 3  | Kirgizistan   | 8 | 4 | 2 | 2 | 10 | 8  | +2  | 14 |
| 4  | Tadzjikistan  | 8 | 1 | 2 | 5 | 9  | 20 | −11 | 5  |
| 5  | Bangladesh    | 8 | 0 | 1 | 7 | 2  | 32 | −30 | 1  |

| AFC – 2.B ( ) |     |     |     |     |     |
| Australien    | —   | 5–0 | 5–1 | 3–0 | 7–0 |
| Bangladesh    | 0–4 | —   | 0–4 | 1–3 | 1–1 |
| Jordanien     | 2–0 | 8–0 | —   | 0–0 | 3–0 |
| Kirgizistan   | 1–2 | 2–0 | 1–0 | —   | 2–2 |
| Tadzjikistan  | 0–3 | 5–0 | 1–3 | 0–1 | —   |

| Grupp B   |                            |
| Statistik |                            |
| Matcher   | 20                         |
| Mål       | 71 (3,6 per match)         |
| Publik    | 304 126 (15 206 per match) |

|             | 11 juni 2015 | Bangladesh        | 1 – 3           | Kirgizistan                                           | Bangabandhu National Stadium                           |                                                        |
| 17:00 UTC+6 | 17:00 UTC+6  | Kichin 32′ (sjm.) | (1 – 3) Rapport | 9′, 41′ Anton Zemlianukhin 29′ (str.) Edgar Bernhardt | Dhaka Publik: 10 000 Domare: Sukhbir Singh (Singapore) | Dhaka Publik: 10 000 Domare: Sukhbir Singh (Singapore) |
| 17:00 UTC+6 | 17:00 UTC+6  |                   |                 |                                                       | Dhaka Publik: 10 000 Domare: Sukhbir Singh (Singapore) | Dhaka Publik: 10 000 Domare: Sukhbir Singh (Singapore) |
| 17:00 UTC+6 | 17:00 UTC+6  |                   |                 |                                                       | Dhaka Publik: 10 000 Domare: Sukhbir Singh (Singapore) | Dhaka Publik: 10 000 Domare: Sukhbir Singh (Singapore) |

|             | 11 juni 2015 | Tadzjikistan             | 1 – 3           | Jordanien                         | Pamir Stadium                                       |                                                     |
| 20:00 UTC+5 | 20:00 UTC+5  | Manuchekhr Dzhalilov 67′ | (0 – 1) Rapport | 29′, 64′, 88′ Hassan Abdel-Fattah | Dushanbe Publik: 19 000 Domare: Mohsen Torky (Iran) | Dushanbe Publik: 19 000 Domare: Mohsen Torky (Iran) |
| 20:00 UTC+5 | 20:00 UTC+5  |                          |                 |                                   | Dushanbe Publik: 19 000 Domare: Mohsen Torky (Iran) | Dushanbe Publik: 19 000 Domare: Mohsen Torky (Iran) |
| 20:00 UTC+5 | 20:00 UTC+5  |                          |                 |                                   | Dushanbe Publik: 19 000 Domare: Mohsen Torky (Iran) | Dushanbe Publik: 19 000 Domare: Mohsen Torky (Iran) |

|             | 16 juni 2015 | Bangladesh            | 1 – 1           | Tadzjikistan             | Bangabandhu National Stadium                       |                                                    |
| 17:00 UTC+6 | 17:00 UTC+6  | Jahid Hasan Ameli 50′ | (0 – 0) Rapport | 87′ Fatkhullo Fatkhuloev | Dhaka Publik: 12 000 Domare: Lee Min-Hu (Sydkorea) | Dhaka Publik: 12 000 Domare: Lee Min-Hu (Sydkorea) |
| 17:00 UTC+6 | 17:00 UTC+6  |                       |                 |                          | Dhaka Publik: 12 000 Domare: Lee Min-Hu (Sydkorea) | Dhaka Publik: 12 000 Domare: Lee Min-Hu (Sydkorea) |
| 17:00 UTC+6 | 17:00 UTC+6  |                       |                 |                          | Dhaka Publik: 12 000 Domare: Lee Min-Hu (Sydkorea) | Dhaka Publik: 12 000 Domare: Lee Min-Hu (Sydkorea) |

|             | 16 juni 2015 | Kirgizistan              | 1 – 2           | Australien                    | Spartak Stadium                                        |                                                        |
| 20:00 UTC+6 | 20:00 UTC+6  | Almazbek Mirzaliev 90+5′ | (0 – 1) Rapport | 2′ Mile Jedinak 68′ Tommy Oar | Bishkek Publik: 18 000 Domare: Khamis Al-Marri (Qatar) | Bishkek Publik: 18 000 Domare: Khamis Al-Marri (Qatar) |
| 20:00 UTC+6 | 20:00 UTC+6  |                          |                 |                               | Bishkek Publik: 18 000 Domare: Khamis Al-Marri (Qatar) | Bishkek Publik: 18 000 Domare: Khamis Al-Marri (Qatar) |
| 20:00 UTC+6 | 20:00 UTC+6  |                          |                 |                               | Bishkek Publik: 18 000 Domare: Khamis Al-Marri (Qatar) | Bishkek Publik: 18 000 Domare: Khamis Al-Marri (Qatar) |

|             | 3 september 2015 | Australien                                                         | 5 – 0           | Bangladesh | Perth Oval                                         |                                                    |
| 19:00 UTC+8 | 19:00 UTC+8      | Mathew Leckie 6′ Tom Rogic 8′, 20′ Nathan Burns 29′ Aaron Mooy 62′ | (4 – 0) Rapport |            | Perth Publik: 19 495 Domare: Võ Minh Trí (Vietnam) | Perth Publik: 19 495 Domare: Võ Minh Trí (Vietnam) |
| 19:00 UTC+8 | 19:00 UTC+8      |                                                                    |                 |            | Perth Publik: 19 495 Domare: Võ Minh Trí (Vietnam) | Perth Publik: 19 495 Domare: Võ Minh Trí (Vietnam) |
| 19:00 UTC+8 | 19:00 UTC+8      |                                                                    |                 |            | Perth Publik: 19 495 Domare: Võ Minh Trí (Vietnam) | Perth Publik: 19 495 Domare: Võ Minh Trí (Vietnam) |

|             | 3 september 2015 | Jordanien | 0 – 0           | Kirgizistan | Amman International Stadium                                     |                                                                 |
| 19:00 UTC+3 | 19:00 UTC+3      |           | (0 – 0) Rapport |             | Amman Publik: 5 012 Domare: Mohd Amirul Izwan Yaacob (Malaysia) | Amman Publik: 5 012 Domare: Mohd Amirul Izwan Yaacob (Malaysia) |
| 19:00 UTC+3 | 19:00 UTC+3      |           |                 |             | Amman Publik: 5 012 Domare: Mohd Amirul Izwan Yaacob (Malaysia) | Amman Publik: 5 012 Domare: Mohd Amirul Izwan Yaacob (Malaysia) |
| 19:00 UTC+3 | 19:00 UTC+3      |           |                 |             | Amman Publik: 5 012 Domare: Mohd Amirul Izwan Yaacob (Malaysia) | Amman Publik: 5 012 Domare: Mohd Amirul Izwan Yaacob (Malaysia) |

|             | 8 september 2015 | Bangladesh | 0 – 4           | Jordanien                                                                 | Bangabandhu National Stadium                       |                                                    |
| 17:00 UTC+6 | 17:00 UTC+6      |            | (0 – 2) Rapport | 14′ (str.), 57′ Abdallah Deeb 33′ Munther Abu Amarah 59′ Yaseen Al-Bakhit | Dhaka Publik: 12 000 Domare: Yu Ming-Hsun (Taiwan) | Dhaka Publik: 12 000 Domare: Yu Ming-Hsun (Taiwan) |
| 17:00 UTC+6 | 17:00 UTC+6      |            |                 |                                                                           | Dhaka Publik: 12 000 Domare: Yu Ming-Hsun (Taiwan) | Dhaka Publik: 12 000 Domare: Yu Ming-Hsun (Taiwan) |
| 17:00 UTC+6 | 17:00 UTC+6      |            |                 |                                                                           | Dhaka Publik: 12 000 Domare: Yu Ming-Hsun (Taiwan) | Dhaka Publik: 12 000 Domare: Yu Ming-Hsun (Taiwan) |

|             | 8 september 2015 | Tadzjikistan | 0 – 3           | Australien                              | Pamir Stadium                                               |                                                             |
| 18:00 UTC+5 | 18:00 UTC+5      |              | (0 – 0) Rapport | 57′ Mark Milligan 74′, 90+1′ Tim Cahill | Dushanbe Publik: 19 000 Domare: Jameel Abdulhusin (Bahrain) | Dushanbe Publik: 19 000 Domare: Jameel Abdulhusin (Bahrain) |
| 18:00 UTC+5 | 18:00 UTC+5      |              |                 |                                         | Dushanbe Publik: 19 000 Domare: Jameel Abdulhusin (Bahrain) | Dushanbe Publik: 19 000 Domare: Jameel Abdulhusin (Bahrain) |
| 18:00 UTC+5 | 18:00 UTC+5      |              |                 |                                         | Dushanbe Publik: 19 000 Domare: Jameel Abdulhusin (Bahrain) | Dushanbe Publik: 19 000 Domare: Jameel Abdulhusin (Bahrain) |

|             | 8 oktober 2015 | Jordanien                                           | 2 – 0           | Australien | Amman International Stadium                       |                                                   |
| 17:00 UTC+3 | 17:00 UTC+3    | Hassan Abdel-Fattah 47′ (str.) Hamza Al-Dardour 85′ | (0 – 0) Rapport |            | Amman Publik: 12 462 Domare: Masaaki Toma (Japan) | Amman Publik: 12 462 Domare: Masaaki Toma (Japan) |
| 17:00 UTC+3 | 17:00 UTC+3    |                                                     |                 |            | Amman Publik: 12 462 Domare: Masaaki Toma (Japan) | Amman Publik: 12 462 Domare: Masaaki Toma (Japan) |
| 17:00 UTC+3 | 17:00 UTC+3    |                                                     |                 |            | Amman Publik: 12 462 Domare: Masaaki Toma (Japan) | Amman Publik: 12 462 Domare: Masaaki Toma (Japan) |

|             | 8 oktober 2015 | Kirgizistan                                              | 2 – 2           | Tadzjikistan                                       | Spartak Stadium                                         |                                                         |
| 20:00 UTC+6 | 20:00 UTC+6    | Bakhtiyar Duyshobekov 7′ Anton Zemlianukhin 90+4′ (str.) | (1 – 0) Rapport | 65′ Manuchekhr Dzhalilov 71′ (str.) Akhtam Nazarov | Bishkek Publik: 17 600 Domare: Mooud Bonyadifard (Iran) | Bishkek Publik: 17 600 Domare: Mooud Bonyadifard (Iran) |
| 20:00 UTC+6 | 20:00 UTC+6    |                                                          |                 |                                                    | Bishkek Publik: 17 600 Domare: Mooud Bonyadifard (Iran) | Bishkek Publik: 17 600 Domare: Mooud Bonyadifard (Iran) |
| 20:00 UTC+6 | 20:00 UTC+6    |                                                          |                 |                                                    | Bishkek Publik: 17 600 Domare: Mooud Bonyadifard (Iran) | Bishkek Publik: 17 600 Domare: Mooud Bonyadifard (Iran) |

|             | 13 oktober 2015 | Kirgizistan                      | 2 – 0           | Bangladesh | Spartak Stadium                                            |                                                            |
| 20:00 UTC+6 | 20:00 UTC+6     | Vitalij Lux 27′ Ildar Amirov 89′ | (1 – 0) Rapport |            | Bishkek Publik: 12 001 Domare: Jameel Abdulhusin (Bahrain) | Bishkek Publik: 12 001 Domare: Jameel Abdulhusin (Bahrain) |
| 20:00 UTC+6 | 20:00 UTC+6     |                                  |                 |            | Bishkek Publik: 12 001 Domare: Jameel Abdulhusin (Bahrain) | Bishkek Publik: 12 001 Domare: Jameel Abdulhusin (Bahrain) |
| 20:00 UTC+6 | 20:00 UTC+6     |                                  |                 |            | Bishkek Publik: 12 001 Domare: Jameel Abdulhusin (Bahrain) | Bishkek Publik: 12 001 Domare: Jameel Abdulhusin (Bahrain) |

|             | 13 oktober 2015 | Jordanien                                           | 3 – 0           | Tadzjikistan | Amman International Stadium                            |                                                        |
| 19:00 UTC+3 | 19:00 UTC+3     | Hamza Al-Dardour 65′, 90+4′ Hassan Abdel-Fattah 67′ | (0 – 0) Rapport |              | Amman Publik: 15 000 Domare: Abdullah Al Hilali (Oman) | Amman Publik: 15 000 Domare: Abdullah Al Hilali (Oman) |
| 19:00 UTC+3 | 19:00 UTC+3     |                                                     |                 |              | Amman Publik: 15 000 Domare: Abdullah Al Hilali (Oman) | Amman Publik: 15 000 Domare: Abdullah Al Hilali (Oman) |
| 19:00 UTC+3 | 19:00 UTC+3     |                                                     |                 |              | Amman Publik: 15 000 Domare: Abdullah Al Hilali (Oman) | Amman Publik: 15 000 Domare: Abdullah Al Hilali (Oman) |

|              | 12 november 2015 | Australien                                                     | 3 – 0           | Kirgizistan | Canberra Stadium                                        |                                                         |
| 20:00 UTC+11 | 20:00 UTC+11     | Mile Jedinak 40′ (str.) Tim Cahill 50′ Ildar Amirov 70′ (sjm.) | (1 – 0) Rapport |             | Canberra Publik: 19 412 Domare: Kim Sang-Woo (Sydkorea) | Canberra Publik: 19 412 Domare: Kim Sang-Woo (Sydkorea) |
| 20:00 UTC+11 | 20:00 UTC+11     |                                                                |                 |             | Canberra Publik: 19 412 Domare: Kim Sang-Woo (Sydkorea) | Canberra Publik: 19 412 Domare: Kim Sang-Woo (Sydkorea) |
| 20:00 UTC+11 | 20:00 UTC+11     |                                                                |                 |             | Canberra Publik: 19 412 Domare: Kim Sang-Woo (Sydkorea) | Canberra Publik: 19 412 Domare: Kim Sang-Woo (Sydkorea) |

|             | 12 november 2015 | Tadzjikistan                                                                          | 5 – 0           | Bangladesh | Pamir Stadium                                                  |                                                                |
| 17:00 UTC+5 | 17:00 UTC+5      | Manuchekhr Dzhalilov 16′, 26′, 60′ Akhtam Nazarov 52′ (str.) Parvizdzhon Umarbaev 74′ | (2 – 0) Rapport |            | Dushanbe Publik: 5 500 Domare: Ali Sabah Adday Al-Qaysi (Irak) | Dushanbe Publik: 5 500 Domare: Ali Sabah Adday Al-Qaysi (Irak) |
| 17:00 UTC+5 | 17:00 UTC+5      |                                                                                       |                 |            | Dushanbe Publik: 5 500 Domare: Ali Sabah Adday Al-Qaysi (Irak) | Dushanbe Publik: 5 500 Domare: Ali Sabah Adday Al-Qaysi (Irak) |
| 17:00 UTC+5 | 17:00 UTC+5      |                                                                                       |                 |            | Dushanbe Publik: 5 500 Domare: Ali Sabah Adday Al-Qaysi (Irak) | Dushanbe Publik: 5 500 Domare: Ali Sabah Adday Al-Qaysi (Irak) |

|             | 17 november 2015 | Bangladesh | 0 – 4           | Australien                               | Bangabandhu National Stadium                |                                             |
| 17:30 UTC+6 | 17:30 UTC+6      |            | (0 – 4) Rapport | 6′, 32′, 37′ Tim Cahill 43′ Mile Jedinak | Dhaka Publik: 19 730 Domare: Wang Di (Kina) | Dhaka Publik: 19 730 Domare: Wang Di (Kina) |
| 17:30 UTC+6 | 17:30 UTC+6      |            |                 |                                          | Dhaka Publik: 19 730 Domare: Wang Di (Kina) | Dhaka Publik: 19 730 Domare: Wang Di (Kina) |
| 17:30 UTC+6 | 17:30 UTC+6      |            |                 |                                          | Dhaka Publik: 19 730 Domare: Wang Di (Kina) | Dhaka Publik: 19 730 Domare: Wang Di (Kina) |

|             | 17 november 2015 | Kirgizistan            | 1 – 0           | Jordanien | Spartak Stadium                                                  |                                                                  |
| 20:00 UTC+6 | 20:00 UTC+6      | Anton Zemlianukhin 48′ | (0 – 0) Rapport |           | Bishkek Publik: 14 000 Domare: Çarymyrat Kurbanow (Turkmenistan) | Bishkek Publik: 14 000 Domare: Çarymyrat Kurbanow (Turkmenistan) |
| 20:00 UTC+6 | 20:00 UTC+6      |                        |                 |           | Bishkek Publik: 14 000 Domare: Çarymyrat Kurbanow (Turkmenistan) | Bishkek Publik: 14 000 Domare: Çarymyrat Kurbanow (Turkmenistan) |
| 20:00 UTC+6 | 20:00 UTC+6      |                        |                 |           | Bishkek Publik: 14 000 Domare: Çarymyrat Kurbanow (Turkmenistan) | Bishkek Publik: 14 000 Domare: Çarymyrat Kurbanow (Turkmenistan) |

|                 | 24 mars 2016    | Australien                                                                                                  | 7 – 0           | Tadzjikistan | Adelaide Oval                                          |                                                        |
| 19:30 UTC+10:30 | 19:30 UTC+10:30 | Massimo Luongo 3′ Mile Jedinak 13′ (str.) Mark Milligan 57′ (str.) Nathan Burns 67′, 87′ Tom Rogic 70′, 72′ | (2 – 0) Rapport |              | Adelaide Publik: 35 439 Domare: Fahad Al-Marri (Qatar) | Adelaide Publik: 35 439 Domare: Fahad Al-Marri (Qatar) |
| 19:30 UTC+10:30 | 19:30 UTC+10:30 | |                 |              | Adelaide Publik: 35 439 Domare: Fahad Al-Marri (Qatar) | Adelaide Publik: 35 439 Domare: Fahad Al-Marri (Qatar) |
| 19:30 UTC+10:30 | 19:30 UTC+10:30 | |                 |              | Adelaide Publik: 35 439 Domare: Fahad Al-Marri (Qatar) | Adelaide Publik: 35 439 Domare: Fahad Al-Marri (Qatar) |

|             | 24 mars 2016 | Jordanien | 8 – 0           | Bangladesh | Amman International Stadium                                                |                                                                            |
| 14:30 UTC+2 | 14:30 UTC+2  | Hamza Al-Dardour 7′, 23′, 40′ Abdallah Deeb 29′ (str.) Yousef Al-Rawashdeh 32′ Baha' Faisal 63′ Yousef Al-Naber 82′ Ahmed Samir 90+2′ (str.) | (5 – 0) Rapport |            | Amman Publik: 6 000 Domare: Muhammad Taqi Aljaafari Bin Jahari (Singapore) | Amman Publik: 6 000 Domare: Muhammad Taqi Aljaafari Bin Jahari (Singapore) |
| 14:30 UTC+2 | 14:30 UTC+2  | |                 |            | Amman Publik: 6 000 Domare: Muhammad Taqi Aljaafari Bin Jahari (Singapore) | Amman Publik: 6 000 Domare: Muhammad Taqi Aljaafari Bin Jahari (Singapore) |
| 14:30 UTC+2 | 14:30 UTC+2  | |                 |            | Amman Publik: 6 000 Domare: Muhammad Taqi Aljaafari Bin Jahari (Singapore) | Amman Publik: 6 000 Domare: Muhammad Taqi Aljaafari Bin Jahari (Singapore) |

|              | 29 mars 2016 | Australien                                                          | 5 – 1           | Jordanien         | Sydney Football Stadium                                 |                                                         |
| 20:00 UTC+11 | 20:00 UTC+11 | Tim Cahill 24′, 44′ Aaron Mooy 39′ Tom Rogic 53′ Massimo Luongo 69′ | (3 – 0) Rapport | 90′ Abdallah Deeb | Sydney Publik: 24 975 Domare: Kim Jong-Hyeok (Sydkorea) | Sydney Publik: 24 975 Domare: Kim Jong-Hyeok (Sydkorea) |
| 20:00 UTC+11 | 20:00 UTC+11 |                                                                     |                 |                   | Sydney Publik: 24 975 Domare: Kim Jong-Hyeok (Sydkorea) | Sydney Publik: 24 975 Domare: Kim Jong-Hyeok (Sydkorea) |
| 20:00 UTC+11 | 20:00 UTC+11 |                                                                     |                 |                   | Sydney Publik: 24 975 Domare: Kim Jong-Hyeok (Sydkorea) | Sydney Publik: 24 975 Domare: Kim Jong-Hyeok (Sydkorea) |

|             | 29 mars 2016 | Tadzjikistan | 0 – 1           | Kirgizistan     | Pamir Stadium                                           |                                                         |
| 18:00 UTC+5 | 18:00 UTC+5  |              | (0 – 1) Rapport | 18′ Vitalij Lux | Dushanbe Publik: 7 500 Domare: Aziz Asimov (Uzbekistan) | Dushanbe Publik: 7 500 Domare: Aziz Asimov (Uzbekistan) |
| 18:00 UTC+5 | 18:00 UTC+5  |              |                 |                 | Dushanbe Publik: 7 500 Domare: Aziz Asimov (Uzbekistan) | Dushanbe Publik: 7 500 Domare: Aziz Asimov (Uzbekistan) |
| 18:00 UTC+5 | 18:00 UTC+5  |              |                 |                 | Dushanbe Publik: 7 500 Domare: Aziz Asimov (Uzbekistan) | Dushanbe Publik: 7 500 Domare: Aziz Asimov (Uzbekistan) |

### Grupp C
| Nr | AFC – 2.C ( ) | S | V | O | F | GM | IM | MS  | P  |
| -- | ------------- | - | - | - | - | -- | -- | --- | -- |
| 1  | Qatar         | 8 | 7 | 0 | 1 | 29 | 4  | +25 | 21 |
| 2  | Kina          | 8 | 5 | 2 | 1 | 27 | 1  | +26 | 17 |
| 3  | Hongkong      | 8 | 4 | 2 | 2 | 13 | 5  | +8  | 14 |
| 4  | Maldiverna    | 8 | 2 | 0 | 6 | 8  | 20 | −12 | 6  |
| 5  | Bhutan        | 8 | 0 | 0 | 8 | 5  | 52 | −47 | 0  |

| AFC – 2.C ( ) |      |     |     |     |     |
| Bhutan        | —    | 0–1 | 0–6 | 3–4 | 0–3 |
| Hongkong      | 7–0  | —   | 0–0 | 2–0 | 2–3 |
| Kina          | 12–0 | 0–0 | —   | 4–0 | 2–0 |
| Maldiverna    | 4–2  | 0–1 | 0–3 | —   | 0–1 |
| Qatar         | 15–0 | 2–0 | 1–0 | 4–0 | —   |

| Grupp C   |                            |
| Statistik |                            |
| Matcher   | 20                         |
| Mål       | 82 (4,1 per match)         |
| Publik    | 257 572 (12 879 per match) |

|             | 11 juni 2015 | Hongkong | 7 – 0           | Bhutan | Mong Kok Stadium                                                 |                                                                  |
| 20:00 UTC+8 | 20:00 UTC+8  | Jaimes McKee 19′, 57′ Christian Annan 23′ Lo Kwan Yee 30′ Ju Yingzhi 42′ Lam Ka Wai 49′ (str.) Godfred Karikari 68′ | (4 – 0) Rapport |        | Hongkong Publik: 6 326 Domare: Çarymyrat Kurbanow (Turkmenistan) | Hongkong Publik: 6 326 Domare: Çarymyrat Kurbanow (Turkmenistan) |
| 20:00 UTC+8 | 20:00 UTC+8  | |                 |        | Hongkong Publik: 6 326 Domare: Çarymyrat Kurbanow (Turkmenistan) | Hongkong Publik: 6 326 Domare: Çarymyrat Kurbanow (Turkmenistan) |
| 20:00 UTC+8 | 20:00 UTC+8  | |                 |        | Hongkong Publik: 6 326 Domare: Çarymyrat Kurbanow (Turkmenistan) | Hongkong Publik: 6 326 Domare: Çarymyrat Kurbanow (Turkmenistan) |

|             | 11 juni 2015 | Maldiverna | 0 – 1           | Qatar                     | National Football Stadium                         |                                                   |
| 21:00 UTC+5 | 21:00 UTC+5  |            | (0 – 0) Rapport | 90+8′ Ahmed Abdul Maqsoud | Malé Publik: 9 000 Domare: Yudai Yamamoto (Japan) | Malé Publik: 9 000 Domare: Yudai Yamamoto (Japan) |
| 21:00 UTC+5 | 21:00 UTC+5  |            |                 |                           | Malé Publik: 9 000 Domare: Yudai Yamamoto (Japan) | Malé Publik: 9 000 Domare: Yudai Yamamoto (Japan) |
| 21:00 UTC+5 | 21:00 UTC+5  |            |                 |                           | Malé Publik: 9 000 Domare: Yudai Yamamoto (Japan) | Malé Publik: 9 000 Domare: Yudai Yamamoto (Japan) |

|             | 16 juni 2015 | Bhutan | 0 – 6           | Kina                                                    | Changlimithang Stadium                                  |                                                         |
| 18:00 UTC+6 | 18:00 UTC+6  |        | (0 – 1) Rapport | 45+2′, 61′, 76′ Kenny Lunt 55′ Wu Lei 67′, 83′ Ya Dabao | Thimphu Publik: 10 000 Domare: Rowan Arumughan (Indien) | Thimphu Publik: 10 000 Domare: Rowan Arumughan (Indien) |
| 18:00 UTC+6 | 18:00 UTC+6  |        |                 |                                                         | Thimphu Publik: 10 000 Domare: Rowan Arumughan (Indien) | Thimphu Publik: 10 000 Domare: Rowan Arumughan (Indien) |
| 18:00 UTC+6 | 18:00 UTC+6  |        |                 |                                                         | Thimphu Publik: 10 000 Domare: Rowan Arumughan (Indien) | Thimphu Publik: 10 000 Domare: Rowan Arumughan (Indien) |

|             | 16 juni 2015 | Hongkong                      | 2 – 0           | Maldiverna | Mong Kok Stadium                                           |                                                            |
| 20:00 UTC+8 | 20:00 UTC+8  | Xu Deshuai 63′ Lam Ka Wai 67′ | (0 – 0) Rapport |            | Hongkong Publik: 6 370 Domare: Adham Makhadmeh (Jordanien) | Hongkong Publik: 6 370 Domare: Adham Makhadmeh (Jordanien) |
| 20:00 UTC+8 | 20:00 UTC+8  |                               |                 |            | Hongkong Publik: 6 370 Domare: Adham Makhadmeh (Jordanien) | Hongkong Publik: 6 370 Domare: Adham Makhadmeh (Jordanien) |
| 20:00 UTC+8 | 20:00 UTC+8  |                               |                 |            | Hongkong Publik: 6 370 Domare: Adham Makhadmeh (Jordanien) | Hongkong Publik: 6 370 Domare: Adham Makhadmeh (Jordanien) |

|             | 3 september 2015 | Kina | 0 – 0           | Hongkong | Bao'an Stadium                                                |                                                               |
| 19:35 UTC+8 | 19:35 UTC+8      |      | (0 – 0) Rapport |          | Shenzhen Publik: 26 173 Domare: Strebre Delovski (Australien) | Shenzhen Publik: 26 173 Domare: Strebre Delovski (Australien) |
| 19:35 UTC+8 | 19:35 UTC+8      |      |                 |          | Shenzhen Publik: 26 173 Domare: Strebre Delovski (Australien) | Shenzhen Publik: 26 173 Domare: Strebre Delovski (Australien) |
| 19:35 UTC+8 | 19:35 UTC+8      |      |                 |          | Shenzhen Publik: 26 173 Domare: Strebre Delovski (Australien) | Shenzhen Publik: 26 173 Domare: Strebre Delovski (Australien) |

|             | 3 september 2015 | Qatar | 15 – 00         | Bhutan | Jassim Bin Hamad Stadium                                 |                                                          |
| 19:00 UTC+3 | 19:00 UTC+3      | Mohammed Musa 8′, 28′ Mohammed Kasola 18′ Ali Assadalla 21′, 45′, 63′ Hassan Al-Haidos 25′, 87′ Mohammed Muntari 38′, 41′, 48′ Akram Afif 56′ Boualem Khoukhi 62′, 70′ Ismaeel Mohammad 75′ | (8 – 0) Rapport |        | Doha Publik: 2 022 Domare: Mohammad Abu Loum (Jordanien) | Doha Publik: 2 022 Domare: Mohammad Abu Loum (Jordanien) |
| 19:00 UTC+3 | 19:00 UTC+3      | |                 |        | Doha Publik: 2 022 Domare: Mohammad Abu Loum (Jordanien) | Doha Publik: 2 022 Domare: Mohammad Abu Loum (Jordanien) |
| 19:00 UTC+3 | 19:00 UTC+3      | |                 |        | Doha Publik: 2 022 Domare: Mohammad Abu Loum (Jordanien) | Doha Publik: 2 022 Domare: Mohammad Abu Loum (Jordanien) |

|             | 8 september 2015 | Maldiverna | 0 – 3           | Kina                               | Shenyang Olympic Sports Center Stadium                           |                                                                  |
| 19:35 UTC+8 | 19:35 UTC+8      |            | (0 – 1) Rapport | 8′, 57′ Ya Dabao 66′ Zhang Linpeng | Shenyang (Kina) Publik: 28 036 Domare: Sukhbir Singh (Singapore) | Shenyang (Kina) Publik: 28 036 Domare: Sukhbir Singh (Singapore) |
| 19:35 UTC+8 | 19:35 UTC+8      |            |                 |                                    | Shenyang (Kina) Publik: 28 036 Domare: Sukhbir Singh (Singapore) | Shenyang (Kina) Publik: 28 036 Domare: Sukhbir Singh (Singapore) |
| 19:35 UTC+8 | 19:35 UTC+8      |            |                 |                                    | Shenyang (Kina) Publik: 28 036 Domare: Sukhbir Singh (Singapore) | Shenyang (Kina) Publik: 28 036 Domare: Sukhbir Singh (Singapore) |

|             | 8 september 2015 | Hongkong                        | 2 – 3           | Qatar                                                     | Mong Kok Stadium                                       |                                                        |
| 21:00 UTC+8 | 21:00 UTC+8      | Bai He 87′ Godfred Karikari 89′ | (0 – 1) Rapport | 22′ Karim Boudiaf 62′ Abdelkarim Hassan 84′ Mohammed Musa | Hongkong Publik: 6 396 Domare: Kim Sang-Woo (Sydkorea) | Hongkong Publik: 6 396 Domare: Kim Sang-Woo (Sydkorea) |
| 21:00 UTC+8 | 21:00 UTC+8      |                                 |                 |                                                           | Hongkong Publik: 6 396 Domare: Kim Sang-Woo (Sydkorea) | Hongkong Publik: 6 396 Domare: Kim Sang-Woo (Sydkorea) |
| 21:00 UTC+8 | 21:00 UTC+8      |                                 |                 |                                                           | Hongkong Publik: 6 396 Domare: Kim Sang-Woo (Sydkorea) | Hongkong Publik: 6 396 Domare: Kim Sang-Woo (Sydkorea) |

|             | 8 oktober 2015 | Bhutan                                                      | 3 – 4           | Maldiverna                                       | Changlimithang Stadium                                        |                                                               |
| 18:00 UTC+6 | 18:00 UTC+6    | Tshering Dorji 85′ Chencho Gyeltshen 88′ Biren Basnet 90+1′ | (0 – 3) Rapport | 11′ Ahmed Nashid 23′, 33′, 57′ (str.) Ali Ashfaq | Thimphu Publik: 7 000 Domare: Tayeb Shamsuzzaman (Bangladesh) | Thimphu Publik: 7 000 Domare: Tayeb Shamsuzzaman (Bangladesh) |
| 18:00 UTC+6 | 18:00 UTC+6    |                                                             |                 |                                                  | Thimphu Publik: 7 000 Domare: Tayeb Shamsuzzaman (Bangladesh) | Thimphu Publik: 7 000 Domare: Tayeb Shamsuzzaman (Bangladesh) |
| 18:00 UTC+6 | 18:00 UTC+6    |                                                             |                 |                                                  | Thimphu Publik: 7 000 Domare: Tayeb Shamsuzzaman (Bangladesh) | Thimphu Publik: 7 000 Domare: Tayeb Shamsuzzaman (Bangladesh) |

|             | 8 oktober 2015 | Qatar             | 1 – 0           | Kina | Jassim Bin Hamad Stadium                           |                                                    |
| 18:30 UTC+3 | 18:30 UTC+3    | Karim Boudiaf 22′ | (1 – 0) Rapport |      | Doha Publik: 7 730 Domare: Ko Hyung-Jin (Sydkorea) | Doha Publik: 7 730 Domare: Ko Hyung-Jin (Sydkorea) |
| 18:30 UTC+3 | 18:30 UTC+3    |                   |                 |      | Doha Publik: 7 730 Domare: Ko Hyung-Jin (Sydkorea) | Doha Publik: 7 730 Domare: Ko Hyung-Jin (Sydkorea) |
| 18:30 UTC+3 | 18:30 UTC+3    |                   |                 |      | Doha Publik: 7 730 Domare: Ko Hyung-Jin (Sydkorea) | Doha Publik: 7 730 Domare: Ko Hyung-Jin (Sydkorea) |

|             | 13 oktober 2015 | Bhutan | 0 – 1           | Hongkong        | Changlimithang Stadium                                 |                                                        |
| 18:00 UTC+6 | 18:00 UTC+6     |        | (0 – 0) Rapport | 89′ Chan Siu Ki | Thimphu Publik: 7 280 Domare: Aziz Asimov (Uzbekistan) | Thimphu Publik: 7 280 Domare: Aziz Asimov (Uzbekistan) |
| 18:00 UTC+6 | 18:00 UTC+6     |        |                 |                 | Thimphu Publik: 7 280 Domare: Aziz Asimov (Uzbekistan) | Thimphu Publik: 7 280 Domare: Aziz Asimov (Uzbekistan) |
| 18:00 UTC+6 | 18:00 UTC+6     |        |                 |                 | Thimphu Publik: 7 280 Domare: Aziz Asimov (Uzbekistan) | Thimphu Publik: 7 280 Domare: Aziz Asimov (Uzbekistan) |

|             | 13 oktober 2015 | Qatar                                                            | 4 – 0           | Maldiverna | Jassim Bin Hamad Stadium                       |                                                |
| 18:30 UTC+3 | 18:30 UTC+3     | Boualem Khoukhi 28′, 70′ Mohammed Kasola 69′ Mohammed Musa 90+2′ | (1 – 0) Rapport |            | Doha Publik: 4 006 Domare: Ahmed Al-Kaf (Oman) | Doha Publik: 4 006 Domare: Ahmed Al-Kaf (Oman) |
| 18:30 UTC+3 | 18:30 UTC+3     |                                                                  |                 |            | Doha Publik: 4 006 Domare: Ahmed Al-Kaf (Oman) | Doha Publik: 4 006 Domare: Ahmed Al-Kaf (Oman) |
| 18:30 UTC+3 | 18:30 UTC+3     |                                                                  |                 |            | Doha Publik: 4 006 Domare: Ahmed Al-Kaf (Oman) | Doha Publik: 4 006 Domare: Ahmed Al-Kaf (Oman) |

|             | 12 november 2015 | Maldiverna | 0 – 1           | Hongkong                             | National Football Stadium                                           |                                                                     |
| 15:50 UTC+5 | 15:50 UTC+5      |            | (0 – 1) Rapport | 13′ (str.) Paulo Robspierry Carreiro | Malé Publik: 6 050 Domare: Ammar Al-Jeneibi (Förenade arabemiraten) | Malé Publik: 6 050 Domare: Ammar Al-Jeneibi (Förenade arabemiraten) |
| 15:50 UTC+5 | 15:50 UTC+5      |            |                 |                                      | Malé Publik: 6 050 Domare: Ammar Al-Jeneibi (Förenade arabemiraten) | Malé Publik: 6 050 Domare: Ammar Al-Jeneibi (Förenade arabemiraten) |
| 15:50 UTC+5 | 15:50 UTC+5      |            |                 |                                      | Malé Publik: 6 050 Domare: Ammar Al-Jeneibi (Förenade arabemiraten) | Malé Publik: 6 050 Domare: Ammar Al-Jeneibi (Förenade arabemiraten) |

|             | 12 november 2015 | Kina | 12 – 00         | Bhutan | Helong Stadium                                                |                                                               |
| 19:35 UTC+8 | 19:35 UTC+8      | Mei Fang 10′ Yang Xu 13′, 22′ (str.), 38′, 53′ Yu Dabao 16′, 39′ Yu Hanchao 35′, 73′ Wang Yongpo 67′, 82′ Zhang Xizhe 89′ | (7 – 0) Rapport |        | Changsha Publik: 27 358 Domare: Marai Al-Awaji (Saudiarabien) | Changsha Publik: 27 358 Domare: Marai Al-Awaji (Saudiarabien) |
| 19:35 UTC+8 | 19:35 UTC+8      | |                 |        | Changsha Publik: 27 358 Domare: Marai Al-Awaji (Saudiarabien) | Changsha Publik: 27 358 Domare: Marai Al-Awaji (Saudiarabien) |
| 19:35 UTC+8 | 19:35 UTC+8      | |                 |        | Changsha Publik: 27 358 Domare: Marai Al-Awaji (Saudiarabien) | Changsha Publik: 27 358 Domare: Marai Al-Awaji (Saudiarabien) |

|             | 17 november 2015 | Bhutan | 0 – 3           | Qatar                                          | Changlimithang Stadium                                     |                                                            |
| 18:00 UTC+6 | 18:00 UTC+6      |        | (0 – 1) Rapport | 22′ Mohammed Muntari 36′, 90′ Hassan Al-Haidos | Thimphu Publik: 4 128 Domare: Ilgiz Tantashev (Uzbekistan) | Thimphu Publik: 4 128 Domare: Ilgiz Tantashev (Uzbekistan) |
| 18:00 UTC+6 | 18:00 UTC+6      |        |                 |                                                | Thimphu Publik: 4 128 Domare: Ilgiz Tantashev (Uzbekistan) | Thimphu Publik: 4 128 Domare: Ilgiz Tantashev (Uzbekistan) |
| 18:00 UTC+6 | 18:00 UTC+6      |        |                 |                                                | Thimphu Publik: 4 128 Domare: Ilgiz Tantashev (Uzbekistan) | Thimphu Publik: 4 128 Domare: Ilgiz Tantashev (Uzbekistan) |

|             | 17 november 2015 | Hongkong | 0 – 0           | Kina | Mong Kok Stadium                                         |                                                          |
| 20:00 UTC+8 | 20:00 UTC+8      |          | (0 – 0) Rapport |      | Hongkong Publik: 6 071 Domare: Nawaf Shukralla (Bahrain) | Hongkong Publik: 6 071 Domare: Nawaf Shukralla (Bahrain) |
| 20:00 UTC+8 | 20:00 UTC+8      |          |                 |      | Hongkong Publik: 6 071 Domare: Nawaf Shukralla (Bahrain) | Hongkong Publik: 6 071 Domare: Nawaf Shukralla (Bahrain) |
| 20:00 UTC+8 | 20:00 UTC+8      |          |                 |      | Hongkong Publik: 6 071 Domare: Nawaf Shukralla (Bahrain) | Hongkong Publik: 6 071 Domare: Nawaf Shukralla (Bahrain) |

|             | 24 mars 2016 | Kina                                | 4 – 0           | Maldiverna | Wuhan Sports Center Stadium                                  |                                                              |
| 19:35 UTC+8 | 19:35 UTC+8  | Jiang Ning 3′, 84′, 90′ Yang Xu 12′ | (2 – 0) Rapport |            | Wuhan Publik: 32 618 Domare: Ali Sabah Adday Al-Qaysi (Irak) | Wuhan Publik: 32 618 Domare: Ali Sabah Adday Al-Qaysi (Irak) |
| 19:35 UTC+8 | 19:35 UTC+8  |                                     |                 |            | Wuhan Publik: 32 618 Domare: Ali Sabah Adday Al-Qaysi (Irak) | Wuhan Publik: 32 618 Domare: Ali Sabah Adday Al-Qaysi (Irak) |
| 19:35 UTC+8 | 19:35 UTC+8  |                                     |                 |            | Wuhan Publik: 32 618 Domare: Ali Sabah Adday Al-Qaysi (Irak) | Wuhan Publik: 32 618 Domare: Ali Sabah Adday Al-Qaysi (Irak) |

|             | 24 mars 2016 | Qatar                                    | 2 – 0           | Hongkong | Jassim Bin Hamad Stadium                                     |                                                              |
| 19:00 UTC+3 | 19:00 UTC+3  | Hassan Al-Haidos 20′ Andrés Quintana 87′ | (1 – 0) Rapport |          | Doha Publik: 10 170 Domare: Dmitriy Mashentsev (Kirgizistan) | Doha Publik: 10 170 Domare: Dmitriy Mashentsev (Kirgizistan) |
| 19:00 UTC+3 | 19:00 UTC+3  |                                          |                 |          | Doha Publik: 10 170 Domare: Dmitriy Mashentsev (Kirgizistan) | Doha Publik: 10 170 Domare: Dmitriy Mashentsev (Kirgizistan) |
| 19:00 UTC+3 | 19:00 UTC+3  |                                          |                 |          | Doha Publik: 10 170 Domare: Dmitriy Mashentsev (Kirgizistan) | Doha Publik: 10 170 Domare: Dmitriy Mashentsev (Kirgizistan) |

|             | 29 mars 2016 | Kina                       | 2 – 0           | Qatar | Shaanxi Province Stadium                                         |                                                                  |
| 20:15 UTC+8 | 20:15 UTC+8  | Huang Bowen 57′ Wu Lei 88′ | (0 – 0) Rapport |       | Xi'an Publik: 46 718 Domare: Mohd Amirul Izwan Yaacob (Malaysia) | Xi'an Publik: 46 718 Domare: Mohd Amirul Izwan Yaacob (Malaysia) |
| 20:15 UTC+8 | 20:15 UTC+8  |                            |                 |       | Xi'an Publik: 46 718 Domare: Mohd Amirul Izwan Yaacob (Malaysia) | Xi'an Publik: 46 718 Domare: Mohd Amirul Izwan Yaacob (Malaysia) |
| 20:15 UTC+8 | 20:15 UTC+8  |                            |                 |       | Xi'an Publik: 46 718 Domare: Mohd Amirul Izwan Yaacob (Malaysia) | Xi'an Publik: 46 718 Domare: Mohd Amirul Izwan Yaacob (Malaysia) |

|             | 29 mars 2016 | Maldiverna                                                         | 4 – 2           | Bhutan                                         | National Football Stadium                          |                                                    |
| 21:00 UTC+5 | 21:00 UTC+5  | Asadhulla Abdulla 37′ Ali Ashfaq 81′ (str.), 90+4′ Naiz Hassan 87′ | (1 – 1) Rapport | 7′ Chencho Gyeltshen 48′ (str.) Tshering Dorji | Malé Publik: 4 102 Domare: Kim Sang-Woo (Sydkorea) | Malé Publik: 4 102 Domare: Kim Sang-Woo (Sydkorea) |
| 21:00 UTC+5 | 21:00 UTC+5  |                                                                    |                 |                                                | Malé Publik: 4 102 Domare: Kim Sang-Woo (Sydkorea) | Malé Publik: 4 102 Domare: Kim Sang-Woo (Sydkorea) |
| 21:00 UTC+5 | 21:00 UTC+5  |                                                                    |                 |                                                | Malé Publik: 4 102 Domare: Kim Sang-Woo (Sydkorea) | Malé Publik: 4 102 Domare: Kim Sang-Woo (Sydkorea) |

### Grupp D
| Nr | AFC – 2.D ( ) | S | V | O | F | GM | IM | MS  | P  |
| -- | ------------- | - | - | - | - | -- | -- | --- | -- |
| 1  | Iran          | 8 | 6 | 2 | 0 | 26 | 3  | +23 | 20 |
| 2  | Oman          | 8 | 4 | 2 | 2 | 11 | 7  | +4  | 14 |
| 3  | Turkmenistan  | 8 | 4 | 1 | 3 | 10 | 11 | −1  | 13 |
| 4  | Guam          | 8 | 2 | 1 | 5 | 3  | 16 | −13 | 7  |
| 5  | Indien        | 8 | 1 | 0 | 7 | 5  | 18 | −13 | 3  |

| AFC – 2.D ( ) |     |     |     |     |     |
| Guam          | —   | 2–1 | 0–6 | 0–0 | 1–0 |
| Indien        | 1–0 | —   | 0–3 | 1–2 | 1–2 |
| Iran          | 6–0 | 4–0 | —   | 2–0 | 3–1 |
| Oman          | 1–0 | 3–0 | 1–1 | —   | 3–1 |
| Turkmenistan  | 1–0 | 2–1 | 1–1 | 2–1 | —   |

| Grupp D   |                            |
| Statistik |                            |
| Matcher   | 20                         |
| Mål       | 55 (2,8 per match)         |
| Publik    | 276 145 (13 807 per match) |

|              | 11 juni 2015 | Guam                         | 1 – 0           | Turkmenistan | Guam F.A. National Training Center          |                                             |
| 16:15 UTC+10 | 16:15 UTC+10 | Serdar Annaorazow 12′ (sjm.) | (1 – 0) Rapport |              | Dededo Publik: 3 000 Domare: Wang Di (Kina) | Dededo Publik: 3 000 Domare: Wang Di (Kina) |
| 16:15 UTC+10 | 16:15 UTC+10 |                              |                 |              | Dededo Publik: 3 000 Domare: Wang Di (Kina) | Dededo Publik: 3 000 Domare: Wang Di (Kina) |
| 16:15 UTC+10 | 16:15 UTC+10 |                              |                 |              | Dededo Publik: 3 000 Domare: Wang Di (Kina) | Dededo Publik: 3 000 Domare: Wang Di (Kina) |

|                | 11 juni 2015   | Indien            | 1 – 2           | Oman                                    | Sree Kanteerava Stadium                                  |                                                          |
| 19:00 UTC+5:30 | 19:00 UTC+5:30 | Sunil Chhetri 26′ | (1 – 2) Rapport | 1′ Qasim Said 40′ (str.) Ahmad Al-Hosni | Bangalore Publik: 19 312 Domare: Ko Hyung-Jin (Sydkorea) | Bangalore Publik: 19 312 Domare: Ko Hyung-Jin (Sydkorea) |
| 19:00 UTC+5:30 | 19:00 UTC+5:30 |                   |                 |                                         | Bangalore Publik: 19 312 Domare: Ko Hyung-Jin (Sydkorea) | Bangalore Publik: 19 312 Domare: Ko Hyung-Jin (Sydkorea) |
| 19:00 UTC+5:30 | 19:00 UTC+5:30 |                   |                 |                                         | Bangalore Publik: 19 312 Domare: Ko Hyung-Jin (Sydkorea) | Bangalore Publik: 19 312 Domare: Ko Hyung-Jin (Sydkorea) |

|              | 16 juni 2015 | Guam                                    | 2 – 1           | Indien              | Guam F.A. National Training Center                 |                                                    |
| 16:15 UTC+10 | 16:15 UTC+10 | Brandon McDonald 37′ Travis Nicklaw 62′ | (1 – 0) Rapport | 90+3′ Sunil Chhetri | Dededo Publik: 3 277 Domare: Võ Minh Trí (Vietnam) | Dededo Publik: 3 277 Domare: Võ Minh Trí (Vietnam) |
| 16:15 UTC+10 | 16:15 UTC+10 |                                         |                 |                     | Dededo Publik: 3 277 Domare: Võ Minh Trí (Vietnam) | Dededo Publik: 3 277 Domare: Võ Minh Trí (Vietnam) |
| 16:15 UTC+10 | 16:15 UTC+10 |                                         |                 |                     | Dededo Publik: 3 277 Domare: Võ Minh Trí (Vietnam) | Dededo Publik: 3 277 Domare: Võ Minh Trí (Vietnam) |

|             | 16 juni 2015 | Turkmenistan          | 1 – 1           | Iran             | Sport Toplumy Stadium                                      |                                                            |
| 18:00 UTC+5 | 18:00 UTC+5  | Ruslan Mingazow 45+1′ | (1 – 1) Rapport | 4′ Sardar Azmoun | Daşoguz Publik: 10 000 Domare: Jameel Abdulhusin (Bahrain) | Daşoguz Publik: 10 000 Domare: Jameel Abdulhusin (Bahrain) |
| 18:00 UTC+5 | 18:00 UTC+5  |                       |                 |                  | Daşoguz Publik: 10 000 Domare: Jameel Abdulhusin (Bahrain) | Daşoguz Publik: 10 000 Domare: Jameel Abdulhusin (Bahrain) |
| 18:00 UTC+5 | 18:00 UTC+5  |                       |                 |                  | Daşoguz Publik: 10 000 Domare: Jameel Abdulhusin (Bahrain) | Daşoguz Publik: 10 000 Domare: Jameel Abdulhusin (Bahrain) |

|                | 3 september 2015 | Iran                                                                                    | 6 – 0           | Guam | Azadi Stadium                                          |                                                        |
| 19:00 UTC+4:30 | 19:00 UTC+4:30   | Ashkan Dejagah 10′ (str.) Mehdi Taremi 31′, 65′ Sardar Azmoun 34′, 41′ Mehdi Torabi 89′ | (4 – 0) Rapport |      | Teheran Publik: 11 232 Domare: Khamis Al-Marri (Qatar) | Teheran Publik: 11 232 Domare: Khamis Al-Marri (Qatar) |
| 19:00 UTC+4:30 | 19:00 UTC+4:30   |                                                                                         |                 |      | Teheran Publik: 11 232 Domare: Khamis Al-Marri (Qatar) | Teheran Publik: 11 232 Domare: Khamis Al-Marri (Qatar) |
| 19:00 UTC+4:30 | 19:00 UTC+4:30   |                                                                                         |                 |      | Teheran Publik: 11 232 Domare: Khamis Al-Marri (Qatar) | Teheran Publik: 11 232 Domare: Khamis Al-Marri (Qatar) |

|             | 3 september 2015 | Oman                                                              | 3 – 1           | Turkmenistan           | Al-Seeb Stadium                                                             |                                                                             |
| 19:00 UTC+4 | 19:00 UTC+4      | Raed Ibrahim Saleh 7′ Mekan Saparow 11′ (sjm.) Ahmad Al-Hosni 59′ | (2 – 0) Rapport | 83′ Arslanmyrat Amanow | as-Sib Publik: 7 500 Domare: Muhammad Taqi Aljaafari Bin Jahari (Singapore) | as-Sib Publik: 7 500 Domare: Muhammad Taqi Aljaafari Bin Jahari (Singapore) |
| 19:00 UTC+4 | 19:00 UTC+4      |                                                                   |                 |                        | as-Sib Publik: 7 500 Domare: Muhammad Taqi Aljaafari Bin Jahari (Singapore) | as-Sib Publik: 7 500 Domare: Muhammad Taqi Aljaafari Bin Jahari (Singapore) |
| 19:00 UTC+4 | 19:00 UTC+4      |                                                                   |                 |                        | as-Sib Publik: 7 500 Domare: Muhammad Taqi Aljaafari Bin Jahari (Singapore) | as-Sib Publik: 7 500 Domare: Muhammad Taqi Aljaafari Bin Jahari (Singapore) |

|              | 8 september 2015 | Guam | 0 – 0           | Oman | Guam F.A. National Training Center                   |                                                      |
| 16:00 UTC+10 | 16:00 UTC+10     |      | (0 – 0) Rapport |      | Dededo Publik: 2 239 Domare: Hiroyuki Kimura (Japan) | Dededo Publik: 2 239 Domare: Hiroyuki Kimura (Japan) |
| 16:00 UTC+10 | 16:00 UTC+10     |      |                 |      | Dededo Publik: 2 239 Domare: Hiroyuki Kimura (Japan) | Dededo Publik: 2 239 Domare: Hiroyuki Kimura (Japan) |
| 16:00 UTC+10 | 16:00 UTC+10     |      |                 |      | Dededo Publik: 2 239 Domare: Hiroyuki Kimura (Japan) | Dededo Publik: 2 239 Domare: Hiroyuki Kimura (Japan) |

| [ f ]          | 8 september 2015 | Indien | 0 – 3 (Tilldelad) | Iran                                                       | Sree Kanteerava Stadium                                                   |                                                                           |
| 19:00 UTC+5:30 | 19:00 UTC+5:30   |        | (0 – 1) Rapport   | 29′ Sardar Azmoun 47′ Andranik Teymourian 50′ Mehdi Taremi | Bangalore Publik: 14 500 Domare: Ammar Al-Jeneibi (Förenade arabemiraten) | Bangalore Publik: 14 500 Domare: Ammar Al-Jeneibi (Förenade arabemiraten) |
| 19:00 UTC+5:30 | 19:00 UTC+5:30   |        |                   |                                                            | Bangalore Publik: 14 500 Domare: Ammar Al-Jeneibi (Förenade arabemiraten) | Bangalore Publik: 14 500 Domare: Ammar Al-Jeneibi (Förenade arabemiraten) |
| 19:00 UTC+5:30 | 19:00 UTC+5:30   |        |                   |                                                            | Bangalore Publik: 14 500 Domare: Ammar Al-Jeneibi (Förenade arabemiraten) | Bangalore Publik: 14 500 Domare: Ammar Al-Jeneibi (Förenade arabemiraten) |

|             | 8 oktober 2015 | Turkmenistan                            | 2 – 1           | Indien              | Köpetdag Stadium                                           |                                                            |
| 18:00 UTC+5 | 18:00 UTC+5    | Guwanç Abylow 9′ Arslanmyrat Amanow 60′ | (1 – 1) Rapport | 29′ Jeje Lalpekhlua | Asjchabad Publik: 20 100 Domare: Masoud Tufaylieh (Syrien) | Asjchabad Publik: 20 100 Domare: Masoud Tufaylieh (Syrien) |
| 18:00 UTC+5 | 18:00 UTC+5    |                                         |                 |                     | Asjchabad Publik: 20 100 Domare: Masoud Tufaylieh (Syrien) | Asjchabad Publik: 20 100 Domare: Masoud Tufaylieh (Syrien) |
| 18:00 UTC+5 | 18:00 UTC+5    |                                         |                 |                     | Asjchabad Publik: 20 100 Domare: Masoud Tufaylieh (Syrien) | Asjchabad Publik: 20 100 Domare: Masoud Tufaylieh (Syrien) |

|             | 8 oktober 2015 | Oman                 | 1 – 1           | Iran               | Sultan Qaboos Sports Complex                                  |                                                               |
| 18:30 UTC+4 | 18:30 UTC+4    | Saad Al-Mukhaini 52′ | (0 – 0) Rapport | 71′ Jalal Hosseini | Muskat Publik: 12 400 Domare: Valentin Kovalenko (Uzbekistan) | Muskat Publik: 12 400 Domare: Valentin Kovalenko (Uzbekistan) |
| 18:30 UTC+4 | 18:30 UTC+4    |                      |                 |                    | Muskat Publik: 12 400 Domare: Valentin Kovalenko (Uzbekistan) | Muskat Publik: 12 400 Domare: Valentin Kovalenko (Uzbekistan) |
| 18:30 UTC+4 | 18:30 UTC+4    |                      |                 |                    | Muskat Publik: 12 400 Domare: Valentin Kovalenko (Uzbekistan) | Muskat Publik: 12 400 Domare: Valentin Kovalenko (Uzbekistan) |

|             | 13 oktober 2015 | Turkmenistan      | 1 – 0           | Guam | Köpetdag Stadium                                                  |                                                                   |
| 18:00 UTC+5 | 18:00 UTC+5     | Guwanç Abylow 16′ | (1 – 0) Rapport |      | Asjchabad Publik: 20 200 Domare: Turki Al-Khudhayr (Saudiarabien) | Asjchabad Publik: 20 200 Domare: Turki Al-Khudhayr (Saudiarabien) |
| 18:00 UTC+5 | 18:00 UTC+5     |                   |                 |      | Asjchabad Publik: 20 200 Domare: Turki Al-Khudhayr (Saudiarabien) | Asjchabad Publik: 20 200 Domare: Turki Al-Khudhayr (Saudiarabien) |
| 18:00 UTC+5 | 18:00 UTC+5     |                   |                 |      | Asjchabad Publik: 20 200 Domare: Turki Al-Khudhayr (Saudiarabien) | Asjchabad Publik: 20 200 Domare: Turki Al-Khudhayr (Saudiarabien) |

|             | 13 oktober 2015 | Oman                                                        | 3 – 0           | Indien | Sultan Qaboos Sports Complex                         |                                                      |
| 18:30 UTC+4 | 18:30 UTC+4     | Ahmed Mubarak Al-Mahaijri 55′ Abdulaziz Al-Muqbali 67′, 84′ | (0 – 0) Rapport |        | Muskat Publik: 11 000 Domare: Fahad Al-Marri (Qatar) | Muskat Publik: 11 000 Domare: Fahad Al-Marri (Qatar) |
| 18:30 UTC+4 | 18:30 UTC+4     |                                                             |                 |        | Muskat Publik: 11 000 Domare: Fahad Al-Marri (Qatar) | Muskat Publik: 11 000 Domare: Fahad Al-Marri (Qatar) |
| 18:30 UTC+4 | 18:30 UTC+4     |                                                             |                 |        | Muskat Publik: 11 000 Domare: Fahad Al-Marri (Qatar) | Muskat Publik: 11 000 Domare: Fahad Al-Marri (Qatar) |

|                | 12 november 2015 | Iran                                                                  | 3 – 1           | Turkmenistan      | Azadi Stadium                                          |                                                        |
| 15:00 UTC+3:30 | 15:00 UTC+3:30   | Morteza Pouraliganji 6′ Saeid Ezatolahi 64′ Ashkan Dejagah 83′ (str.) | (1 – 0) Rapport | 62′ Mekan Saparow | Teheran Publik: 35 800 Domare: Kim Dong-Jin (Sydkorea) | Teheran Publik: 35 800 Domare: Kim Dong-Jin (Sydkorea) |
| 15:00 UTC+3:30 | 15:00 UTC+3:30   |                                                                       |                 |                   | Teheran Publik: 35 800 Domare: Kim Dong-Jin (Sydkorea) | Teheran Publik: 35 800 Domare: Kim Dong-Jin (Sydkorea) |
| 15:00 UTC+3:30 | 15:00 UTC+3:30   |                                                                       |                 |                   | Teheran Publik: 35 800 Domare: Kim Dong-Jin (Sydkorea) | Teheran Publik: 35 800 Domare: Kim Dong-Jin (Sydkorea) |

|                | 12 november 2015 | Indien          | 1 – 0           | Guam | Sree Kanteerava Stadium                                     |                                                             |
| 19:00 UTC+5:30 | 19:00 UTC+5:30   | Robin Singh 11′ | (1 – 0) Rapport |      | Bangalore Publik: 6 277 Domare: Jarred Gillett (Australien) | Bangalore Publik: 6 277 Domare: Jarred Gillett (Australien) |
| 19:00 UTC+5:30 | 19:00 UTC+5:30   |                 |                 |      | Bangalore Publik: 6 277 Domare: Jarred Gillett (Australien) | Bangalore Publik: 6 277 Domare: Jarred Gillett (Australien) |
| 19:00 UTC+5:30 | 19:00 UTC+5:30   |                 |                 |      | Bangalore Publik: 6 277 Domare: Jarred Gillett (Australien) | Bangalore Publik: 6 277 Domare: Jarred Gillett (Australien) |

|              | 17 november 2015 | Guam | 0 – 6           | Iran | Guam F.A. National Training Center                  |                                                     |
| 15:30 UTC+10 | 15:30 UTC+10     |      | (0 – 2) Rapport | 12′, 63′ Mehdi Taremi 32′ Kamal Kamyabinia 49′ Ramin Rezaeian 52′ (str.) Masoud Shojaei 53′ Karim Ansarifard | Dededo Publik: 2 087 Domare: Ho Wai Sing (Hongkong) | Dededo Publik: 2 087 Domare: Ho Wai Sing (Hongkong) |
| 15:30 UTC+10 | 15:30 UTC+10     |      |                 | | Dededo Publik: 2 087 Domare: Ho Wai Sing (Hongkong) | Dededo Publik: 2 087 Domare: Ho Wai Sing (Hongkong) |
| 15:30 UTC+10 | 15:30 UTC+10     |      |                 | | Dededo Publik: 2 087 Domare: Ho Wai Sing (Hongkong) | Dededo Publik: 2 087 Domare: Ho Wai Sing (Hongkong) |

|             | 17 november 2015 | Turkmenistan                             | 2 – 1           | Oman                     | Köpetdag Stadium                                |                                                 |
| 18:00 UTC+5 | 18:00 UTC+5      | Artur Geworkýan 40′ Süleýman Muhadow 67′ | (1 – 0) Rapport | 70′ Mohammed Al-Ghassani | Asjchabad Publik: 23 100 Domare: Ma Ning (Kina) | Asjchabad Publik: 23 100 Domare: Ma Ning (Kina) |
| 18:00 UTC+5 | 18:00 UTC+5      |                                          |                 |                          | Asjchabad Publik: 23 100 Domare: Ma Ning (Kina) | Asjchabad Publik: 23 100 Domare: Ma Ning (Kina) |
| 18:00 UTC+5 | 18:00 UTC+5      |                                          |                 |                          | Asjchabad Publik: 23 100 Domare: Ma Ning (Kina) | Asjchabad Publik: 23 100 Domare: Ma Ning (Kina) |

|                | 24 mars 2016   | Iran                                                                           | 4 – 0           | Indien | Azadi Stadium                                        |                                                      |
| 19:00 UTC+4:30 | 19:00 UTC+4:30 | Ehsan Hajsafi 33′ (str.), 66′ (str.) Sardar Azmoun 61′ Alireza Jahanbakhsh 78′ | (1 – 0) Rapport |        | Teheran Publik: 29 160 Domare: Võ Minh Trí (Vietnam) | Teheran Publik: 29 160 Domare: Võ Minh Trí (Vietnam) |
| 19:00 UTC+4:30 | 19:00 UTC+4:30 |                                                                                |                 |        | Teheran Publik: 29 160 Domare: Võ Minh Trí (Vietnam) | Teheran Publik: 29 160 Domare: Võ Minh Trí (Vietnam) |
| 19:00 UTC+4:30 | 19:00 UTC+4:30 |                                                                                |                 |        | Teheran Publik: 29 160 Domare: Võ Minh Trí (Vietnam) | Teheran Publik: 29 160 Domare: Võ Minh Trí (Vietnam) |

|             | 24 mars 2016 | Oman                          | 1 – 0           | Guam | Sultan Qaboos Sports Complex                             |                                                          |
| 19:00 UTC+4 | 19:00 UTC+4  | Ahmed Mubarak Al-Mahaijri 53′ | (0 – 0) Rapport |      | Muskat Publik: 8 000 Domare: Jameel Abdulhusin (Bahrain) | Muskat Publik: 8 000 Domare: Jameel Abdulhusin (Bahrain) |
| 19:00 UTC+4 | 19:00 UTC+4  |                               |                 |      | Muskat Publik: 8 000 Domare: Jameel Abdulhusin (Bahrain) | Muskat Publik: 8 000 Domare: Jameel Abdulhusin (Bahrain) |
| 19:00 UTC+4 | 19:00 UTC+4  |                               |                 |      | Muskat Publik: 8 000 Domare: Jameel Abdulhusin (Bahrain) | Muskat Publik: 8 000 Domare: Jameel Abdulhusin (Bahrain) |

|                | 29 mars 2016   | Indien              | 1 – 2           | Turkmenistan                                | Jawaharlal Nehru Stadium                            |                                                     |
| 18:00 UTC+5:30 | 18:00 UTC+5:30 | Sandesh Jhingan 26′ | (1 – 0) Rapport | 48′ Arslanmyrat Amanow 70′ Serdaraly Ataýew | Kochi Publik: 3 111 Domare: Khamis Al-Marri (Qatar) | Kochi Publik: 3 111 Domare: Khamis Al-Marri (Qatar) |
| 18:00 UTC+5:30 | 18:00 UTC+5:30 |                     |                 |                                             | Kochi Publik: 3 111 Domare: Khamis Al-Marri (Qatar) | Kochi Publik: 3 111 Domare: Khamis Al-Marri (Qatar) |
| 18:00 UTC+5:30 | 18:00 UTC+5:30 |                     |                 |                                             | Kochi Publik: 3 111 Domare: Khamis Al-Marri (Qatar) | Kochi Publik: 3 111 Domare: Khamis Al-Marri (Qatar) |

|                | 29 mars 2016   | Iran                   | 2 – 0           | Oman | Azadi Stadium                                      |                                                    |
| 19:00 UTC+4:30 | 19:00 UTC+4:30 | Sardar Azmoun 16′, 23′ | (2 – 0) Rapport |      | Teheran Publik: 33 850 Domare: Minoru Tōjō (Japan) | Teheran Publik: 33 850 Domare: Minoru Tōjō (Japan) |
| 19:00 UTC+4:30 | 19:00 UTC+4:30 |                        |                 |      | Teheran Publik: 33 850 Domare: Minoru Tōjō (Japan) | Teheran Publik: 33 850 Domare: Minoru Tōjō (Japan) |
| 19:00 UTC+4:30 | 19:00 UTC+4:30 |                        |                 |      | Teheran Publik: 33 850 Domare: Minoru Tōjō (Japan) | Teheran Publik: 33 850 Domare: Minoru Tōjō (Japan) |

### Grupp E
| Nr | AFC – 2.E ( ) | S | V | O | F | GM | IM | MS  | P  |
| -- | ------------- | - | - | - | - | -- | -- | --- | -- |
| 1  | Japan         | 8 | 7 | 1 | 0 | 27 | 0  | +27 | 22 |
| 2  | Syrien        | 8 | 6 | 0 | 2 | 26 | 11 | +15 | 18 |
| 3  | Singapore     | 8 | 3 | 1 | 4 | 9  | 9  | 0   | 10 |
| 4  | Afghanistan   | 8 | 3 | 0 | 5 | 8  | 24 | −16 | 9  |
| 5  | Kambodja      | 8 | 0 | 0 | 8 | 1  | 27 | −26 | 0  |

| AFC – 2.E ( ) |     |     |     |     |     |
| Afghanistan   | —   | 0–6 | 3–0 | 2–1 | 0–6 |
| Japan         | 5–0 | —   | 3–0 | 0–0 | 5–0 |
| Kambodja      | 0–1 | 0–2 | —   | 0–4 | 0–6 |
| Singapore     | 1–0 | 0–3 | 2–1 | —   | 1–2 |
| Syrien        | 5–2 | 0–3 | 6–0 | 1–0 | —   |

| Grupp E   |                            |
| Statistik |                            |
| Matcher   | 20                         |
| Mål       | 71 (3,6 per match)         |
| Publik    | 499 410 (24 971 per match) |

|             | 11 juni 2015 | Kambodja | 0 – 4           | Singapore                                                   | Olympiastadion                                            |                                                           |
| 18:30 UTC+7 | 18:30 UTC+7  |          | (0 – 3) Rapport | 9′ Khairul Amri 21′, 35′ Safuwan Baharudin 55′ Fazrul Nawaz | Phnom Penh Publik: 63 000 Domare: Liu Kwok Man (Hongkong) | Phnom Penh Publik: 63 000 Domare: Liu Kwok Man (Hongkong) |
| 18:30 UTC+7 | 18:30 UTC+7  |          |                 |                                                             | Phnom Penh Publik: 63 000 Domare: Liu Kwok Man (Hongkong) | Phnom Penh Publik: 63 000 Domare: Liu Kwok Man (Hongkong) |
| 18:30 UTC+7 | 18:30 UTC+7  |          |                 |                                                             | Phnom Penh Publik: 63 000 Domare: Liu Kwok Man (Hongkong) | Phnom Penh Publik: 63 000 Domare: Liu Kwok Man (Hongkong) |

|                | 11 juni 2015   | Afghanistan | 0 – 6           | Syrien | Samen Stadium                                                     |                                                                   |
| 20:00 UTC+4:30 | 20:00 UTC+4:30 |             | (0 – 3) Rapport | 19′, 35′ Raja Rafe 40′ Moayad Ajan 70′ Abdelrazaq Al-Hussain 75′ Sanharib Malki 90+3′ (str.) Omar Khribin | Mashhad (Iran) Publik: 7 647 Domare: Ilgiz Tantashev (Uzbekistan) | Mashhad (Iran) Publik: 7 647 Domare: Ilgiz Tantashev (Uzbekistan) |
| 20:00 UTC+4:30 | 20:00 UTC+4:30 |             |                 | | Mashhad (Iran) Publik: 7 647 Domare: Ilgiz Tantashev (Uzbekistan) | Mashhad (Iran) Publik: 7 647 Domare: Ilgiz Tantashev (Uzbekistan) |
| 20:00 UTC+4:30 | 20:00 UTC+4:30 |             |                 | | Mashhad (Iran) Publik: 7 647 Domare: Ilgiz Tantashev (Uzbekistan) | Mashhad (Iran) Publik: 7 647 Domare: Ilgiz Tantashev (Uzbekistan) |

|             | 16 juni 2015 | Japan | 0 – 0           | Singapore | Saitama Stadium                                                  |                                                                  |
| 19:30 UTC+9 | 19:30 UTC+9  |       | (0 – 0) Rapport |           | Saitama Publik: 57 533 Domare: Mohanad Qasim Eesee Sarray (Irak) | Saitama Publik: 57 533 Domare: Mohanad Qasim Eesee Sarray (Irak) |
| 19:30 UTC+9 | 19:30 UTC+9  |       |                 |           | Saitama Publik: 57 533 Domare: Mohanad Qasim Eesee Sarray (Irak) | Saitama Publik: 57 533 Domare: Mohanad Qasim Eesee Sarray (Irak) |
| 19:30 UTC+9 | 19:30 UTC+9  |       |                 |           | Saitama Publik: 57 533 Domare: Mohanad Qasim Eesee Sarray (Irak) | Saitama Publik: 57 533 Domare: Mohanad Qasim Eesee Sarray (Irak) |

|             | 16 juni 2015 | Kambodja | 0 – 1           | Afghanistan       | Olympiastadion                                                  |                                                                 |
| 18:30 UTC+7 | 18:30 UTC+7  |          | (0 – 0) Rapport | 86′ Mustafa Zazai | Phnom Penh Publik: 55 000 Domare: Marai Al-Awaji (Saudiarabien) | Phnom Penh Publik: 55 000 Domare: Marai Al-Awaji (Saudiarabien) |
| 18:30 UTC+7 | 18:30 UTC+7  |          |                 |                   | Phnom Penh Publik: 55 000 Domare: Marai Al-Awaji (Saudiarabien) | Phnom Penh Publik: 55 000 Domare: Marai Al-Awaji (Saudiarabien) |
| 18:30 UTC+7 | 18:30 UTC+7  |          |                 |                   | Phnom Penh Publik: 55 000 Domare: Marai Al-Awaji (Saudiarabien) | Phnom Penh Publik: 55 000 Domare: Marai Al-Awaji (Saudiarabien) |

|             | 3 september 2015 | Japan                                                | 3 – 0           | Kambodja | Saitama Stadium                                       |                                                       |
| 19:26 UTC+9 | 19:26 UTC+9      | Keisuke Honda 28′ Maya Yoshida 50′ Shinji Kagawa 61′ | (1 – 0) Rapport |          | Saitama Publik: 54 716 Domare: Kim Hee-Gon (Sydkorea) | Saitama Publik: 54 716 Domare: Kim Hee-Gon (Sydkorea) |
| 19:26 UTC+9 | 19:26 UTC+9      |                                                      |                 |          | Saitama Publik: 54 716 Domare: Kim Hee-Gon (Sydkorea) | Saitama Publik: 54 716 Domare: Kim Hee-Gon (Sydkorea) |
| 19:26 UTC+9 | 19:26 UTC+9      |                                                      |                 |          | Saitama Publik: 54 716 Domare: Kim Hee-Gon (Sydkorea) | Saitama Publik: 54 716 Domare: Kim Hee-Gon (Sydkorea) |

|             | 3 september 2015 | Syrien            | 1 – 0           | Singapore | Sultan Qaboos Sports Complex                                 |                                                              |
| 20:00 UTC+4 | 20:00 UTC+4      | Oday Al-Jafal 59′ | (0 – 0) Rapport |           | Myskat (Oman) Publik: 100 Domare: Yousef Al-Marzouq (Kuwait) | Myskat (Oman) Publik: 100 Domare: Yousef Al-Marzouq (Kuwait) |
| 20:00 UTC+4 | 20:00 UTC+4      |                   |                 |           | Myskat (Oman) Publik: 100 Domare: Yousef Al-Marzouq (Kuwait) | Myskat (Oman) Publik: 100 Domare: Yousef Al-Marzouq (Kuwait) |
| 20:00 UTC+4 | 20:00 UTC+4      |                   |                 |           | Myskat (Oman) Publik: 100 Domare: Yousef Al-Marzouq (Kuwait) | Myskat (Oman) Publik: 100 Domare: Yousef Al-Marzouq (Kuwait) |

|             | 8 september 2015 | Kambodja | 0 – 6           | Syrien                                                                                        | Olympiastadion                                   |                                                  |
| 18:30 UTC+7 | 18:30 UTC+7      |          | (0 – 4) Rapport | 29′, 39′ Omar Khribin 31′ Sanharib Malki 45′ Mahmoud Al-Mawas 50′ Omar Midani 81′ Osama Omari | Phnom Penh Publik: 35 000 Domare: Wang Di (Kina) | Phnom Penh Publik: 35 000 Domare: Wang Di (Kina) |
| 18:30 UTC+7 | 18:30 UTC+7      |          |                 |                                                                                               | Phnom Penh Publik: 35 000 Domare: Wang Di (Kina) | Phnom Penh Publik: 35 000 Domare: Wang Di (Kina) |
| 18:30 UTC+7 | 18:30 UTC+7      |          |                 |                                                                                               | Phnom Penh Publik: 35 000 Domare: Wang Di (Kina) | Phnom Penh Publik: 35 000 Domare: Wang Di (Kina) |

|                | 8 september 2015 | Afghanistan | 0 – 6           | Japan                                                                                 | Azadi Stadium                                                 |                                                               |
| 16:55 UTC+4:30 | 16:55 UTC+4:30   |             | (0 – 2) Rapport | 10′, 49′ Shinji Kagawa 35′ Masato Morishige 57′, 60′ Shinji Okazaki 74′ Keisuke Honda | Teheran (Iran) Publik: 8 650 Domare: Khamis Al-Kuwari (Qatar) | Teheran (Iran) Publik: 8 650 Domare: Khamis Al-Kuwari (Qatar) |
| 16:55 UTC+4:30 | 16:55 UTC+4:30   |             |                 |                                                                                       | Teheran (Iran) Publik: 8 650 Domare: Khamis Al-Kuwari (Qatar) | Teheran (Iran) Publik: 8 650 Domare: Khamis Al-Kuwari (Qatar) |
| 16:55 UTC+4:30 | 16:55 UTC+4:30   |             |                 |                                                                                       | Teheran (Iran) Publik: 8 650 Domare: Khamis Al-Kuwari (Qatar) | Teheran (Iran) Publik: 8 650 Domare: Khamis Al-Kuwari (Qatar) |

|             | 8 oktober 2015 | Singapore        | 1 – 0           | Afghanistan | Nationalstadion                                      |                                                      |
| 20:00 UTC+8 | 20:00 UTC+8    | Khairul Amri 72′ | (0 – 0) Rapport |             | Kallang Publik: 5 400 Domare: Ng Chiu Kok (Hongkong) | Kallang Publik: 5 400 Domare: Ng Chiu Kok (Hongkong) |
| 20:00 UTC+8 | 20:00 UTC+8    |                  |                 |             | Kallang Publik: 5 400 Domare: Ng Chiu Kok (Hongkong) | Kallang Publik: 5 400 Domare: Ng Chiu Kok (Hongkong) |
| 20:00 UTC+8 | 20:00 UTC+8    |                  |                 |             | Kallang Publik: 5 400 Domare: Ng Chiu Kok (Hongkong) | Kallang Publik: 5 400 Domare: Ng Chiu Kok (Hongkong) |

|             | 8 oktober 2015 | Syrien | 0 – 3           | Japan                                                         | Al-Seeb Stadium                                              |                                                              |
| 17:00 UTC+4 | 17:00 UTC+4    |        | (0 – 0) Rapport | 55′ (str.) Keisuke Honda 70′ Shinji Okazaki 88′ Takashi Usami | Seeb (Oman) Publik: 680 Domare: Ravshan Irmatov (Uzbekistan) | Seeb (Oman) Publik: 680 Domare: Ravshan Irmatov (Uzbekistan) |
| 17:00 UTC+4 | 17:00 UTC+4    |        |                 |                                                               | Seeb (Oman) Publik: 680 Domare: Ravshan Irmatov (Uzbekistan) | Seeb (Oman) Publik: 680 Domare: Ravshan Irmatov (Uzbekistan) |
| 17:00 UTC+4 | 17:00 UTC+4    |        |                 |                                                               | Seeb (Oman) Publik: 680 Domare: Ravshan Irmatov (Uzbekistan) | Seeb (Oman) Publik: 680 Domare: Ravshan Irmatov (Uzbekistan) |

|             | 13 oktober 2015 | Singapore                        | 2 – 1           | Kambodja       | Nationalstadion                                       |                                                       |
| 20:00 UTC+8 | 20:00 UTC+8     | Faris Ramli 16′ Fazrul Nawaz 47′ | (1 – 0) Rapport | 65′ Sos Suhana | Kallang Publik: 6 650 Domare: Kim Dae-Yong (Sydkorea) | Kallang Publik: 6 650 Domare: Kim Dae-Yong (Sydkorea) |
| 20:00 UTC+8 | 20:00 UTC+8     |                                  |                 |                | Kallang Publik: 6 650 Domare: Kim Dae-Yong (Sydkorea) | Kallang Publik: 6 650 Domare: Kim Dae-Yong (Sydkorea) |
| 20:00 UTC+8 | 20:00 UTC+8     |                                  |                 |                | Kallang Publik: 6 650 Domare: Kim Dae-Yong (Sydkorea) | Kallang Publik: 6 650 Domare: Kim Dae-Yong (Sydkorea) |

|             | 13 oktober 2015 | Syrien                                             | 5 – 2           | Afghanistan                           | Al-Seeb Stadium                                                  |                                                                  |
| 20:00 UTC+4 | 20:00 UTC+4     | Osama Omari 9′, 21′, 83′ Mahmoud Al-Mawas 32′, 90′ | (3 – 1) Rapport | 44′ Norlla Amiri 78′ Faysal Shayesteh | Seeb (Oman) Publik: 200 Domare: Dmitriy Mashentsev (Kirgizistan) | Seeb (Oman) Publik: 200 Domare: Dmitriy Mashentsev (Kirgizistan) |
| 20:00 UTC+4 | 20:00 UTC+4     |                                                    |                 |                                       | Seeb (Oman) Publik: 200 Domare: Dmitriy Mashentsev (Kirgizistan) | Seeb (Oman) Publik: 200 Domare: Dmitriy Mashentsev (Kirgizistan) |
| 20:00 UTC+4 | 20:00 UTC+4     |                                                    |                 |                                       | Seeb (Oman) Publik: 200 Domare: Dmitriy Mashentsev (Kirgizistan) | Seeb (Oman) Publik: 200 Domare: Dmitriy Mashentsev (Kirgizistan) |

|             | 12 november 2015 | Singapore | 0 – 3           | Japan                                              | Nationalstadion                                                |                                                                |
| 19:15 UTC+8 | 19:15 UTC+8      |           | (0 – 2) Rapport | 20′ Mu Kanazaki 26′ Keisuke Honda 87′ Maya Yoshida | Kallang Publik: 33 868 Domare: Fahad Al-Mirdasi (Saudiarabien) | Kallang Publik: 33 868 Domare: Fahad Al-Mirdasi (Saudiarabien) |
| 19:15 UTC+8 | 19:15 UTC+8      |           |                 |                                                    | Kallang Publik: 33 868 Domare: Fahad Al-Mirdasi (Saudiarabien) | Kallang Publik: 33 868 Domare: Fahad Al-Mirdasi (Saudiarabien) |
| 19:15 UTC+8 | 19:15 UTC+8      |           |                 |                                                    | Kallang Publik: 33 868 Domare: Fahad Al-Mirdasi (Saudiarabien) | Kallang Publik: 33 868 Domare: Fahad Al-Mirdasi (Saudiarabien) |

|                | 12 november 2015 | Afghanistan                                            | 3 – 0           | Kambodja | Takhti Stadium                                                   |                                                                  |
| 15:00 UTC+3:30 | 15:00 UTC+3:30   | Mustafa Zazai 43′ Norlla Amiri 78′ Khaibar Amani 90+3′ | (1 – 0) Rapport |          | Teheran (Iran) Publik: 2 585 Domare: Adham Makhadmeh (Jordanien) | Teheran (Iran) Publik: 2 585 Domare: Adham Makhadmeh (Jordanien) |
| 15:00 UTC+3:30 | 15:00 UTC+3:30   |                                                        |                 |          | Teheran (Iran) Publik: 2 585 Domare: Adham Makhadmeh (Jordanien) | Teheran (Iran) Publik: 2 585 Domare: Adham Makhadmeh (Jordanien) |
| 15:00 UTC+3:30 | 15:00 UTC+3:30   |                                                        |                 |          | Teheran (Iran) Publik: 2 585 Domare: Adham Makhadmeh (Jordanien) | Teheran (Iran) Publik: 2 585 Domare: Adham Makhadmeh (Jordanien) |

|             | 17 november 2015 | Singapore                    | 1 – 2           | Syrien                  | Nationalstadion                                         |                                                         |
| 20:00 UTC+8 | 20:00 UTC+8      | Safuwan Baharudin 89′ (str.) | (0 – 1) Rapport | 20′, 90+3′ Omar Khribin | Kallang Publik: 7 468 Domare: Kim Jong-Hyeok (Sydkorea) | Kallang Publik: 7 468 Domare: Kim Jong-Hyeok (Sydkorea) |
| 20:00 UTC+8 | 20:00 UTC+8      |                              |                 |                         | Kallang Publik: 7 468 Domare: Kim Jong-Hyeok (Sydkorea) | Kallang Publik: 7 468 Domare: Kim Jong-Hyeok (Sydkorea) |
| 20:00 UTC+8 | 20:00 UTC+8      |                              |                 |                         | Kallang Publik: 7 468 Domare: Kim Jong-Hyeok (Sydkorea) | Kallang Publik: 7 468 Domare: Kim Jong-Hyeok (Sydkorea) |

|             | 17 november 2015 | Kambodja | 0 – 2           | Japan                                       | Olympiastadion                                   |                                                  |
| 19:14 UTC+7 | 19:14 UTC+7      |          | (0 – 0) Rapport | 52′ (sjm.) Khoun Laboravy 90′ Keisuke Honda | Phnom Penh Publik: 29 871 Domare: Fu Ming (Kina) | Phnom Penh Publik: 29 871 Domare: Fu Ming (Kina) |
| 19:14 UTC+7 | 19:14 UTC+7      |          |                 |                                             | Phnom Penh Publik: 29 871 Domare: Fu Ming (Kina) | Phnom Penh Publik: 29 871 Domare: Fu Ming (Kina) |
| 19:14 UTC+7 | 19:14 UTC+7      |          |                 |                                             | Phnom Penh Publik: 29 871 Domare: Fu Ming (Kina) | Phnom Penh Publik: 29 871 Domare: Fu Ming (Kina) |

|             | 24 mars 2016 | Japan                                                                                                | 5 – 0           | Afghanistan | Saitama Stadium                                                  |                                                                  |
| 19:34 UTC+9 | 19:34 UTC+9  | Shinji Okazaki 43′ Hiroshi Kiyotake 58′ Sharif Mukhammad 63′ (sjm.) Maya Yoshida 74′ Mu Kanazaki 78′ | (1 – 0) Rapport |             | Saitama Publik: 48 967 Domare: Mohanad Qasim Eesee Sarray (Irak) | Saitama Publik: 48 967 Domare: Mohanad Qasim Eesee Sarray (Irak) |
| 19:34 UTC+9 | 19:34 UTC+9  | |                 |             | Saitama Publik: 48 967 Domare: Mohanad Qasim Eesee Sarray (Irak) | Saitama Publik: 48 967 Domare: Mohanad Qasim Eesee Sarray (Irak) |
| 19:34 UTC+9 | 19:34 UTC+9  | |                 |             | Saitama Publik: 48 967 Domare: Mohanad Qasim Eesee Sarray (Irak) | Saitama Publik: 48 967 Domare: Mohanad Qasim Eesee Sarray (Irak) |

|             | 24 mars 2016 | Syrien | 6 – 0           | Kambodja | Al-Seeb Stadium                                          |                                                          |
| 20:00 UTC+4 | 20:00 UTC+4  | Omar Khribin 7′, 19′ Ahmad Kallasi 57′ Leng Makara 70′ (sjm.) Abdelrazaq Al-Hussain 80′ Sanharib Malki 84′ | (2 – 0) Rapport |          | Seeb (Oman) Publik: 100 Domare: Chris Beath (Australien) | Seeb (Oman) Publik: 100 Domare: Chris Beath (Australien) |
| 20:00 UTC+4 | 20:00 UTC+4  | |                 |          | Seeb (Oman) Publik: 100 Domare: Chris Beath (Australien) | Seeb (Oman) Publik: 100 Domare: Chris Beath (Australien) |
| 20:00 UTC+4 | 20:00 UTC+4  | |                 |          | Seeb (Oman) Publik: 100 Domare: Chris Beath (Australien) | Seeb (Oman) Publik: 100 Domare: Chris Beath (Australien) |

|                | 29 mars 2016   | Afghanistan                         | 2 – 1           | Singapore        | Takhti Stadium                                       |                                                      |
| 15:00 UTC+4:30 | 15:00 UTC+4:30 | Khaibar Amani 39′ Josef Shirdel 79′ | (1 – 0) Rapport | 89′ Fazrul Nawaz | Teheran (Iran) Publik: 24 500 Domare: Fu Ming (Kina) | Teheran (Iran) Publik: 24 500 Domare: Fu Ming (Kina) |
| 15:00 UTC+4:30 | 15:00 UTC+4:30 |                                     |                 |                  | Teheran (Iran) Publik: 24 500 Domare: Fu Ming (Kina) | Teheran (Iran) Publik: 24 500 Domare: Fu Ming (Kina) |
| 15:00 UTC+4:30 | 15:00 UTC+4:30 |                                     |                 |                  | Teheran (Iran) Publik: 24 500 Domare: Fu Ming (Kina) | Teheran (Iran) Publik: 24 500 Domare: Fu Ming (Kina) |

|             | 29 mars 2016 | Japan                                                                                    | 5 – 0           | Syrien | Saitama Stadium                                       |                                                       |
| 19:34 UTC+9 | 19:34 UTC+9  | Hamdi Al Masri 17′ (sjm.) Shinji Kagawa 66′, 90′ Keisuke Honda 86′ Genki Haraguchi 90+3′ | (1 – 0) Rapport |        | Saitama Publik: 57 475 Domare: Alireza Faghani (Iran) | Saitama Publik: 57 475 Domare: Alireza Faghani (Iran) |
| 19:34 UTC+9 | 19:34 UTC+9  |                                                                                          |                 |        | Saitama Publik: 57 475 Domare: Alireza Faghani (Iran) | Saitama Publik: 57 475 Domare: Alireza Faghani (Iran) |
| 19:34 UTC+9 | 19:34 UTC+9  |                                                                                          |                 |        | Saitama Publik: 57 475 Domare: Alireza Faghani (Iran) | Saitama Publik: 57 475 Domare: Alireza Faghani (Iran) |

### Grupp F
| Nr | AFC – 2.F ( )    | S | V | O | F | GM | IM | MS  | P  |
| -- | ---------------- | - | - | - | - | -- | -- | --- | -- |
| 1  | Thailand         | 6 | 4 | 2 | 0 | 14 | 6  | +8  | 14 |
| 2  | Irak             | 6 | 3 | 3 | 0 | 13 | 6  | +7  | 12 |
| 3  | Vietnam          | 6 | 2 | 1 | 3 | 7  | 8  | −1  | 7  |
| 4  | Kinesiska Taipei | 6 | 0 | 0 | 6 | 5  | 19 | −14 | 0  |
| 5  | Indonesien       | 0 | 0 | 0 | 0 | 0  | 0  | 0   | 0  |

| AFC – 2.F ( )    |     |     |     |     |
| Irak             | —   | 5–1 | 2–2 | 1–0 |
| Kinesiska Taipei | 0–2 | —   | 0–2 | 1–2 |
| Thailand         | 2–2 | 4–2 | —   | 1–0 |
| Vietnam          | 1–1 | 4–1 | 0–3 | —   |

| Grupp F   |                            |
| Statistik |                            |
| Matcher   | 12                         |
| Mål       | 39 (3,3 per match)         |
| Publik    | 258 149 (21 512 per match) |

|             | 24 maj 2015 | Thailand         | 1 – 0           | Vietnam | Rajamangala Stadium                                      |                                                          |
| 19:00 UTC+7 | 19:00 UTC+7 | Pokklaw Anan 81′ | (0 – 0) Rapport |         | Bangkok Publik: 40 500 Domare: Ben Williams (Australien) | Bangkok Publik: 40 500 Domare: Ben Williams (Australien) |
| 19:00 UTC+7 | 19:00 UTC+7 |                  |                 |         | Bangkok Publik: 40 500 Domare: Ben Williams (Australien) | Bangkok Publik: 40 500 Domare: Ben Williams (Australien) |
| 19:00 UTC+7 | 19:00 UTC+7 |                  |                 |         | Bangkok Publik: 40 500 Domare: Ben Williams (Australien) | Bangkok Publik: 40 500 Domare: Ben Williams (Australien) |

|             | 16 juni 2015 | Kinesiska Taipei | 0 – 2           | Thailand                 | Taipei Municipal Stadium                          |                                                   |
| 19:30 UTC+8 | 19:30 UTC+8  |                  | (0 – 2) Rapport | 21′, 40′ Teerasil Dangda | Taipei Publik: 18 168 Domare: Ali Shaban (Kuwait) | Taipei Publik: 18 168 Domare: Ali Shaban (Kuwait) |
| 19:30 UTC+8 | 19:30 UTC+8  |                  |                 |                          | Taipei Publik: 18 168 Domare: Ali Shaban (Kuwait) | Taipei Publik: 18 168 Domare: Ali Shaban (Kuwait) |
| 19:30 UTC+8 | 19:30 UTC+8  |                  |                 |                          | Taipei Publik: 18 168 Domare: Ali Shaban (Kuwait) | Taipei Publik: 18 168 Domare: Ali Shaban (Kuwait) |

|                | 3 september 2015 | Irak                                                                                                  | 5 – 1           | Kinesiska Taipei | PAS Stadium                                                   |                                                               |
| 17:00 UTC+4:30 | 17:00 UTC+4:30   | Ali Adnan Kadhim 37′ Ali Hosni 59′ Ahmed Yasin Ghani 80′ Younis Mahmoud 88′ Justin Meram 90+1′ (str.) | (1 – 0) Rapport | 86′ Wen Chih-Hao | Teheran (Iran) Publik: 4 200 Domare: Yaqoob Abdul Baki (Oman) | Teheran (Iran) Publik: 4 200 Domare: Yaqoob Abdul Baki (Oman) |
| 17:00 UTC+4:30 | 17:00 UTC+4:30   | |                 |                  | Teheran (Iran) Publik: 4 200 Domare: Yaqoob Abdul Baki (Oman) | Teheran (Iran) Publik: 4 200 Domare: Yaqoob Abdul Baki (Oman) |
| 17:00 UTC+4:30 | 17:00 UTC+4:30   | |                 |                  | Teheran (Iran) Publik: 4 200 Domare: Yaqoob Abdul Baki (Oman) | Teheran (Iran) Publik: 4 200 Domare: Yaqoob Abdul Baki (Oman) |

|             | 8 september 2015 | Kinesiska Taipei  | 1 – 2           | Vietnam                               | Taipei Municipal Stadium                              |                                                       |
| 19:00 UTC+8 | 19:00 UTC+8      | Wu Chun-Ching 83′ | (0 – 1) Rapport | 54′ Đinh Tiến Thành 90+3′Trần Phi Sơn | Taipei Publik: 20 239 Domare: Kim Dae-Yong (Sydkorea) | Taipei Publik: 20 239 Domare: Kim Dae-Yong (Sydkorea) |
| 19:00 UTC+8 | 19:00 UTC+8      |                   |                 |                                       | Taipei Publik: 20 239 Domare: Kim Dae-Yong (Sydkorea) | Taipei Publik: 20 239 Domare: Kim Dae-Yong (Sydkorea) |
| 19:00 UTC+8 | 19:00 UTC+8      |                   |                 |                                       | Taipei Publik: 20 239 Domare: Kim Dae-Yong (Sydkorea) | Taipei Publik: 20 239 Domare: Kim Dae-Yong (Sydkorea) |

|             | 8 september 2015 | Thailand                                              | 2 – 2           | Irak                                | Rajamangala Stadium                                 |                                                     |
| 19:00 UTC+7 | 19:00 UTC+7      | Theerathon Bunmathan 81′ (str.) Mongkol Tossakrai 84′ | (0 – 1) Rapport | 34′ Justin Meram 49′ Younis Mahmoud | Bangkok Publik: 43 572 Domare: Masaaki Toma (Japan) | Bangkok Publik: 43 572 Domare: Masaaki Toma (Japan) |
| 19:00 UTC+7 | 19:00 UTC+7      |                                                       |                 |                                     | Bangkok Publik: 43 572 Domare: Masaaki Toma (Japan) | Bangkok Publik: 43 572 Domare: Masaaki Toma (Japan) |
| 19:00 UTC+7 | 19:00 UTC+7      |                                                       |                 |                                     | Bangkok Publik: 43 572 Domare: Masaaki Toma (Japan) | Bangkok Publik: 43 572 Domare: Masaaki Toma (Japan) |

|             | 8 oktober 2015 | Vietnam          | 1 – 1           | Irak                        | Mỹ Đình National Stadium                              |                                                       |
| 19:00 UTC+7 | 19:00 UTC+7    | Lê Công Vinh 25′ | (1 – 0) Rapport | 90+7′ (str.) Younis Mahmoud | Hanoi Publik: 10 000 Domare: Chris Beath (Australien) | Hanoi Publik: 10 000 Domare: Chris Beath (Australien) |
| 19:00 UTC+7 | 19:00 UTC+7    |                  |                 |                             | Hanoi Publik: 10 000 Domare: Chris Beath (Australien) | Hanoi Publik: 10 000 Domare: Chris Beath (Australien) |
| 19:00 UTC+7 | 19:00 UTC+7    |                  |                 |                             | Hanoi Publik: 10 000 Domare: Chris Beath (Australien) | Hanoi Publik: 10 000 Domare: Chris Beath (Australien) |

|             | 13 oktober 2015 | Vietnam | 0 – 3           | Thailand                                                                    | Mỹ Đình National Stadium                               |                                                        |
| 19:00 UTC+7 | 19:00 UTC+7     |         | (0 – 1) Rapport | 29′ Kroekrit Thaweekarn 56′ (sjm.) Đinh Tiến Thành 70′ Theerathon Bunmathan | Hanoi Publik: 35 000 Domare: Nawaf Shukralla (Bahrain) | Hanoi Publik: 35 000 Domare: Nawaf Shukralla (Bahrain) |
| 19:00 UTC+7 | 19:00 UTC+7     |         |                 |                                                                             | Hanoi Publik: 35 000 Domare: Nawaf Shukralla (Bahrain) | Hanoi Publik: 35 000 Domare: Nawaf Shukralla (Bahrain) |
| 19:00 UTC+7 | 19:00 UTC+7     |         |                 |                                                                             | Hanoi Publik: 35 000 Domare: Nawaf Shukralla (Bahrain) | Hanoi Publik: 35 000 Domare: Nawaf Shukralla (Bahrain) |

|             | 12 november 2015 | Thailand                                                                   | 4 – 2           | Kinesiska Taipei              | Rajamangala Stadium                                             |                                                                 |
| 19:00 UTC+7 | 19:00 UTC+7      | Teerasil Dangda 41′ Pokklaw Anan 53′ Adisak Kraisorn 72′ Tana Chanabut 74′ | (1 – 1) Rapport | 3′ Yaki Yen 65′ Hung Kai-Chun | Bangkok Publik: 50 000 Domare: Dmitriy Mashentsev (Kirgizistan) | Bangkok Publik: 50 000 Domare: Dmitriy Mashentsev (Kirgizistan) |
| 19:00 UTC+7 | 19:00 UTC+7      |                                                                            |                 |                               | Bangkok Publik: 50 000 Domare: Dmitriy Mashentsev (Kirgizistan) | Bangkok Publik: 50 000 Domare: Dmitriy Mashentsev (Kirgizistan) |
| 19:00 UTC+7 | 19:00 UTC+7      |                                                                            |                 |                               | Bangkok Publik: 50 000 Domare: Dmitriy Mashentsev (Kirgizistan) | Bangkok Publik: 50 000 Domare: Dmitriy Mashentsev (Kirgizistan) |

|             | 17 november 2015 | Kinesiska Taipei | 0 – 2           | Irak                                   | Nationalstadion                                      |                                                      |
| 19:00 UTC+8 | 19:00 UTC+8      |                  | (0 – 1) Rapport | 19′ Dhurgham Ismail 85′ Younis Mahmoud | Kaohsiung Publik: 11 960 Domare: Jumpei Iida (Japan) | Kaohsiung Publik: 11 960 Domare: Jumpei Iida (Japan) |
| 19:00 UTC+8 | 19:00 UTC+8      |                  |                 |                                        | Kaohsiung Publik: 11 960 Domare: Jumpei Iida (Japan) | Kaohsiung Publik: 11 960 Domare: Jumpei Iida (Japan) |
| 19:00 UTC+8 | 19:00 UTC+8      |                  |                 |                                        | Kaohsiung Publik: 11 960 Domare: Jumpei Iida (Japan) | Kaohsiung Publik: 11 960 Domare: Jumpei Iida (Japan) |

|             | 24 mars 2016 | Vietnam                                         | 4 – 1           | Kinesiska Taipei | Mỹ Đình National Stadium                                 |                                                          |
| 19:00 UTC+7 | 19:00 UTC+7  | Lê Công Vinh 8′, 90+1′ Nguyễn Văn Toàn 29′, 42′ | (3 – 1) Rapport | 7′ Wu Chun-Ching | Hanoi Publik: 18 350 Domare: Adham Makhadmeh (Jordanien) | Hanoi Publik: 18 350 Domare: Adham Makhadmeh (Jordanien) |
| 19:00 UTC+7 | 19:00 UTC+7  |                                                 |                 |                  | Hanoi Publik: 18 350 Domare: Adham Makhadmeh (Jordanien) | Hanoi Publik: 18 350 Domare: Adham Makhadmeh (Jordanien) |
| 19:00 UTC+7 | 19:00 UTC+7  |                                                 |                 |                  | Hanoi Publik: 18 350 Domare: Adham Makhadmeh (Jordanien) | Hanoi Publik: 18 350 Domare: Adham Makhadmeh (Jordanien) |

|                | 24 mars 2016   | Irak                                   | 2 – 2           | Thailand                                  | PAS Stadium                                                        |                                                                    |
| 18:30 UTC+4:30 | 18:30 UTC+4:30 | Mahdi Kamel 66′ Ali Adnan Kadhim 90+5′ | (0 – 1) Rapport | 39′ Mongkol Tossakrai 86′ Adisak Kraisorn | Teheran (Iran) Publik: 4 000 Domare: Abdulrahman Al-Jassim (Qatar) | Teheran (Iran) Publik: 4 000 Domare: Abdulrahman Al-Jassim (Qatar) |
| 18:30 UTC+4:30 | 18:30 UTC+4:30 |                                        |                 |                                           | Teheran (Iran) Publik: 4 000 Domare: Abdulrahman Al-Jassim (Qatar) | Teheran (Iran) Publik: 4 000 Domare: Abdulrahman Al-Jassim (Qatar) |
| 18:30 UTC+4:30 | 18:30 UTC+4:30 |                                        |                 |                                           | Teheran (Iran) Publik: 4 000 Domare: Abdulrahman Al-Jassim (Qatar) | Teheran (Iran) Publik: 4 000 Domare: Abdulrahman Al-Jassim (Qatar) |

|             | 29 mars 2016 | Irak                        | 1 – 0           | Vietnam | PAS Stadium                                                   |                                                               |
| 19:30 UTC+8 | 19:30 UTC+8  | Mohannad Abdul-Raheem 45+1′ | (1 – 0) Rapport |         | Teheran (Iran) Publik: 2 160 Domare: Peter Green (Australien) | Teheran (Iran) Publik: 2 160 Domare: Peter Green (Australien) |
| 19:30 UTC+8 | 19:30 UTC+8  |                             |                 |         | Teheran (Iran) Publik: 2 160 Domare: Peter Green (Australien) | Teheran (Iran) Publik: 2 160 Domare: Peter Green (Australien) |
| 19:30 UTC+8 | 19:30 UTC+8  |                             |                 |         | Teheran (Iran) Publik: 2 160 Domare: Peter Green (Australien) | Teheran (Iran) Publik: 2 160 Domare: Peter Green (Australien) |

### Grupp G
| Nr | AFC – 2.G ( ) | S | V | O | F | GM | IM | MS  | P  |
| -- | ------------- | - | - | - | - | -- | -- | --- | -- |
| 1  | Sydkorea      | 8 | 8 | 0 | 0 | 27 | 0  | +27 | 24 |
| 2  | Libanon       | 8 | 3 | 2 | 3 | 12 | 6  | +6  | 11 |
| 3  | Kuwait        | 8 | 3 | 1 | 4 | 12 | 10 | +2  | 10 |
| 4  | Burma         | 8 | 2 | 2 | 4 | 9  | 21 | −12 | 8  |
| 5  | Laos          | 8 | 1 | 1 | 6 | 6  | 29 | −23 | 4  |

| AFC – 2.G ( ) |     |     |     |     |     |
| Burma         | —   | 3–0 | 3–1 | 0–2 | 0–2 |
| Kuwait        | 9–0 | —   | 0–3 | 0–0 | 0–1 |
| Laos          | 2–2 | 0–2 | —   | 0–2 | 0–5 |
| Libanon       | 1–1 | 0–1 | 7–0 | —   | 0–3 |
| Sydkorea      | 4–0 | 3–0 | 8–0 | 1–0 | —   |

| Grupp G   |                           |
| Statistik |                           |
| Matcher   | 20                        |
| Mål       | 66 (3,3 per match)        |
| Publik    | 155 186 (9 129 per match) |

|             | 11 juni 2015 | Laos                                 | 2 – 2           | Burma                              | New Laos National Stadium                      |                                                |
| 19:00 UTC+7 | 19:00 UTC+7  | Khampheng Sayavutthi 81′ (str.), 83′ | (0 – 1) Rapport | 41′ Zaw Min Tun 86′ Kyaw Zayar Win | Vientiane Publik: 1 500 Domare: Tan Hai (Kina) | Vientiane Publik: 1 500 Domare: Tan Hai (Kina) |
| 19:00 UTC+7 | 19:00 UTC+7  |                                      |                 |                                    | Vientiane Publik: 1 500 Domare: Tan Hai (Kina) | Vientiane Publik: 1 500 Domare: Tan Hai (Kina) |
| 19:00 UTC+7 | 19:00 UTC+7  |                                      |                 |                                    | Vientiane Publik: 1 500 Domare: Tan Hai (Kina) | Vientiane Publik: 1 500 Domare: Tan Hai (Kina) |

|             | 11 juni 2015 | Libanon | 0 – 1           | Kuwait            | Saida International Stadium                                  |                                                              |
| 17:00 UTC+3 | 17:00 UTC+3  |         | (0 – 0) Rapport | 86′ Yousef Nasser | Sidon Publik: 15 215 Domare: Valentin Kovalenko (Uzbekistan) | Sidon Publik: 15 215 Domare: Valentin Kovalenko (Uzbekistan) |
| 17:00 UTC+3 | 17:00 UTC+3  |         |                 |                   | Sidon Publik: 15 215 Domare: Valentin Kovalenko (Uzbekistan) | Sidon Publik: 15 215 Domare: Valentin Kovalenko (Uzbekistan) |
| 17:00 UTC+3 | 17:00 UTC+3  |         |                 |                   | Sidon Publik: 15 215 Domare: Valentin Kovalenko (Uzbekistan) | Sidon Publik: 15 215 Domare: Valentin Kovalenko (Uzbekistan) |

|             | 16 juni 2015 | Burma | 0 – 2           | Sydkorea                           | Suphachalasai Stadium                                        |                                                              |
| 19:00 UTC+7 | 19:00 UTC+7  |       | (0 – 1) Rapport | 35′ Lee Jae-Sung 68′ Son Heung-Min | Bangkok (Thailand) Publik: 1 090 Domare: Ahmed Al-Kaf (Oman) | Bangkok (Thailand) Publik: 1 090 Domare: Ahmed Al-Kaf (Oman) |
| 19:00 UTC+7 | 19:00 UTC+7  |       |                 |                                    | Bangkok (Thailand) Publik: 1 090 Domare: Ahmed Al-Kaf (Oman) | Bangkok (Thailand) Publik: 1 090 Domare: Ahmed Al-Kaf (Oman) |
| 19:00 UTC+7 | 19:00 UTC+7  |       |                 |                                    | Bangkok (Thailand) Publik: 1 090 Domare: Ahmed Al-Kaf (Oman) | Bangkok (Thailand) Publik: 1 090 Domare: Ahmed Al-Kaf (Oman) |

|             | 16 juni 2015 | Laos | 0 – 2           | Libanon                              | New Laos National Stadium                             |                                                       |
| 19:00 UTC+7 | 19:00 UTC+7  |      | (0 – 1) Rapport | 4′ Mohammed Ghaddar 75′ Feiz Shamsin | Vientiane Publik: 2 500 Domare: Yu Ming-hsun (Taiwan) | Vientiane Publik: 2 500 Domare: Yu Ming-hsun (Taiwan) |
| 19:00 UTC+7 | 19:00 UTC+7  |      |                 |                                      | Vientiane Publik: 2 500 Domare: Yu Ming-hsun (Taiwan) | Vientiane Publik: 2 500 Domare: Yu Ming-hsun (Taiwan) |
| 19:00 UTC+7 | 19:00 UTC+7  |      |                 |                                      | Vientiane Publik: 2 500 Domare: Yu Ming-hsun (Taiwan) | Vientiane Publik: 2 500 Domare: Yu Ming-hsun (Taiwan) |

|             | 3 september 2015 | Sydkorea                                                                                                   | 8 – 0           | Laos | Hwaseong Stadium                                    |                                                     |
| 20:00 UTC+9 | 20:00 UTC+9      | Lee Chung-Yong 9′ Son Heung-Min 11′, 74′, 90′ Kwon Chang-Hoon 30′, 77′ Suk Hyun-jun 58′ Lee Jae-Sung 90+3′ | (3 – 0) Rapport |      | Hwaseong Publik: 30 205 Domare: Jumpei Iida (Japan) | Hwaseong Publik: 30 205 Domare: Jumpei Iida (Japan) |
| 20:00 UTC+9 | 20:00 UTC+9      | |                 |      | Hwaseong Publik: 30 205 Domare: Jumpei Iida (Japan) | Hwaseong Publik: 30 205 Domare: Jumpei Iida (Japan) |
| 20:00 UTC+9 | 20:00 UTC+9      | |                 |      | Hwaseong Publik: 30 205 Domare: Jumpei Iida (Japan) | Hwaseong Publik: 30 205 Domare: Jumpei Iida (Japan) |

|             | 3 september 2015 | Kuwait | 9 – 0           | Burma | Abdullah bin Khalifa Stadium                              |                                                           |
| 20:00 UTC+3 | 20:00 UTC+3      | Yousef Nasser 11′, 18′ Ali Maqseed 13′ Faisal Zayid 46′ Zaw Min Tun 56′ (sjm.) Aziz Mashaan 61′ Bader Al-Mutawa 69′ (str.), 89′, 90+3′ | (3 – 0) Rapport |       | Doha (Qatar) Publik: 550 Domare: Aziz Asimov (Uzbekistan) | Doha (Qatar) Publik: 550 Domare: Aziz Asimov (Uzbekistan) |
| 20:00 UTC+3 | 20:00 UTC+3      | |                 |       | Doha (Qatar) Publik: 550 Domare: Aziz Asimov (Uzbekistan) | Doha (Qatar) Publik: 550 Domare: Aziz Asimov (Uzbekistan) |
| 20:00 UTC+3 | 20:00 UTC+3      | |                 |       | Doha (Qatar) Publik: 550 Domare: Aziz Asimov (Uzbekistan) | Doha (Qatar) Publik: 550 Domare: Aziz Asimov (Uzbekistan) |

|             | 8 september 2015 | Laos | 0 – 2           | Kuwait                                       | New Laos National Stadium                                   |                                                             |
| 19:00 UTC+7 | 19:00 UTC+7      |      | (0 – 1) Rapport | 31′ Yousef Nasser 84′ (str.) Bader Al-Mutawa | Vientiane Publik: 1 300 Domare: Sivakorn Pu-Udom (Thailand) | Vientiane Publik: 1 300 Domare: Sivakorn Pu-Udom (Thailand) |
| 19:00 UTC+7 | 19:00 UTC+7      |      |                 |                                              | Vientiane Publik: 1 300 Domare: Sivakorn Pu-Udom (Thailand) | Vientiane Publik: 1 300 Domare: Sivakorn Pu-Udom (Thailand) |
| 19:00 UTC+7 | 19:00 UTC+7      |      |                 |                                              | Vientiane Publik: 1 300 Domare: Sivakorn Pu-Udom (Thailand) | Vientiane Publik: 1 300 Domare: Sivakorn Pu-Udom (Thailand) |

|             | 8 september 2015 | Libanon | 0 – 3           | Sydkorea                                                          | Saida International Stadium                                  |                                                              |
| 17:00 UTC+3 | 17:00 UTC+3      |         | (0 – 2) Rapport | 22′ (str.) Jang Hyun-Soo 25′ (sjm.) Ali Hamam 60′ Kwon Chang-Hoon | Sidon Publik: 5 500 Domare: Dmitriy Mashentsev (Kirgizistan) | Sidon Publik: 5 500 Domare: Dmitriy Mashentsev (Kirgizistan) |
| 17:00 UTC+3 | 17:00 UTC+3      |         |                 |                                                                   | Sidon Publik: 5 500 Domare: Dmitriy Mashentsev (Kirgizistan) | Sidon Publik: 5 500 Domare: Dmitriy Mashentsev (Kirgizistan) |
| 17:00 UTC+3 | 17:00 UTC+3      |         |                 |                                                                   | Sidon Publik: 5 500 Domare: Dmitriy Mashentsev (Kirgizistan) | Sidon Publik: 5 500 Domare: Dmitriy Mashentsev (Kirgizistan) |

|             | 8 oktober 2015 | Burma | 0 – 2           | Libanon                                   | Suphachalasai Stadium                                                       |                                                                             |
| 19:00 UTC+7 | 19:00 UTC+7    |       | (0 – 1) Rapport | 28′ Hassan Maatouk 90+3′ Abbas Ahmed Atwi | Bangkok (Thailand) Publik: 3 054 Domare: Mohd Nafeez Abdul Wahab (Malaysia) | Bangkok (Thailand) Publik: 3 054 Domare: Mohd Nafeez Abdul Wahab (Malaysia) |
| 19:00 UTC+7 | 19:00 UTC+7    |       |                 |                                           | Bangkok (Thailand) Publik: 3 054 Domare: Mohd Nafeez Abdul Wahab (Malaysia) | Bangkok (Thailand) Publik: 3 054 Domare: Mohd Nafeez Abdul Wahab (Malaysia) |
| 19:00 UTC+7 | 19:00 UTC+7    |       |                 |                                           | Bangkok (Thailand) Publik: 3 054 Domare: Mohd Nafeez Abdul Wahab (Malaysia) | Bangkok (Thailand) Publik: 3 054 Domare: Mohd Nafeez Abdul Wahab (Malaysia) |

|             | 8 oktober 2015 | Kuwait | 0 – 1           | Sydkorea         | Al Kuwait Sports Club Stadium                        |                                                      |
| 17:55 UTC+3 | 17:55 UTC+3    |        | (0 – 1) Rapport | 13′ Koo Ja-Cheol | Kuwait Publik: 12 350 Domare: Alireza Faghani (Iran) | Kuwait Publik: 12 350 Domare: Alireza Faghani (Iran) |
| 17:55 UTC+3 | 17:55 UTC+3    |        |                 |                  | Kuwait Publik: 12 350 Domare: Alireza Faghani (Iran) | Kuwait Publik: 12 350 Domare: Alireza Faghani (Iran) |
| 17:55 UTC+3 | 17:55 UTC+3    |        |                 |                  | Kuwait Publik: 12 350 Domare: Alireza Faghani (Iran) | Kuwait Publik: 12 350 Domare: Alireza Faghani (Iran) |

|             | 13 oktober 2015 | Burma                                         | 3 – 1           | Laos                    | Suphachalasai Stadium                                                   |                                                                         |
| 19:00 UTC+7 | 19:00 UTC+7     | Suan Lam Mang 13′ Kyaw Ko Ko 32′ Aung Thu 50′ | (2 – 1) Rapport | 2′ Khampheng Sayavutthi | Bangkok (Thailand) Publik: 6 500 Domare: Salah Abbas Alabbasi (Bahrain) | Bangkok (Thailand) Publik: 6 500 Domare: Salah Abbas Alabbasi (Bahrain) |
| 19:00 UTC+7 | 19:00 UTC+7     |                                               |                 |                         | Bangkok (Thailand) Publik: 6 500 Domare: Salah Abbas Alabbasi (Bahrain) | Bangkok (Thailand) Publik: 6 500 Domare: Salah Abbas Alabbasi (Bahrain) |
| 19:00 UTC+7 | 19:00 UTC+7     |                                               |                 |                         | Bangkok (Thailand) Publik: 6 500 Domare: Salah Abbas Alabbasi (Bahrain) | Bangkok (Thailand) Publik: 6 500 Domare: Salah Abbas Alabbasi (Bahrain) |

|             | 13 oktober 2015 | Kuwait | 0 – 0           | Libanon | Al Kuwait Sports Club Stadium                                          |                                                                        |
| 19:30 UTC+3 | 19:30 UTC+3     |        | (0 – 0) Rapport |         | Kuwait Publik: 12 150 Domare: Ammar Al-Jeneibi (Förenade arabemiraten) | Kuwait Publik: 12 150 Domare: Ammar Al-Jeneibi (Förenade arabemiraten) |
| 19:30 UTC+3 | 19:30 UTC+3     |        |                 |         | Kuwait Publik: 12 150 Domare: Ammar Al-Jeneibi (Förenade arabemiraten) | Kuwait Publik: 12 150 Domare: Ammar Al-Jeneibi (Förenade arabemiraten) |
| 19:30 UTC+3 | 19:30 UTC+3     |        |                 |         | Kuwait Publik: 12 150 Domare: Ammar Al-Jeneibi (Förenade arabemiraten) | Kuwait Publik: 12 150 Domare: Ammar Al-Jeneibi (Förenade arabemiraten) |

|             | 12 november 2015 | Sydkorea                                                            | 4 – 0           | Burma | Suwon World Cup Stadium                              |                                                      |
| 20:00 UTC+9 | 20:00 UTC+9      | Lee Jae-Sung 18′ Koo Ja-Cheol 30′ Jang Hyun-Soo 82′ Nam Tae-Hee 86′ | (2 – 0) Rapport |       | Suwon Publik: 24 270 Domare: Khamis Al-Marri (Qatar) | Suwon Publik: 24 270 Domare: Khamis Al-Marri (Qatar) |
| 20:00 UTC+9 | 20:00 UTC+9      |                                                                     |                 |       | Suwon Publik: 24 270 Domare: Khamis Al-Marri (Qatar) | Suwon Publik: 24 270 Domare: Khamis Al-Marri (Qatar) |
| 20:00 UTC+9 | 20:00 UTC+9      |                                                                     |                 |       | Suwon Publik: 24 270 Domare: Khamis Al-Marri (Qatar) | Suwon Publik: 24 270 Domare: Khamis Al-Marri (Qatar) |

|             | 12 november 2015 | Libanon | 7 – 0           | Laos | Saida International Stadium                             |                                                         |
| 19:30 UTC+2 | 19:30 UTC+2      | Youssef Mohamad 27′ Roda Antar 34′ Hassan Chaito 36′, 90′ Ali Hamam 42′ Hassan Maatouk 59′ Joan Oumari 87′ | (4 – 0) Rapport |      | Sidon Publik: 2 000 Domare: Sivakorn Pu-Udom (Thailand) | Sidon Publik: 2 000 Domare: Sivakorn Pu-Udom (Thailand) |
| 19:30 UTC+2 | 19:30 UTC+2      | |                 |      | Sidon Publik: 2 000 Domare: Sivakorn Pu-Udom (Thailand) | Sidon Publik: 2 000 Domare: Sivakorn Pu-Udom (Thailand) |
| 19:30 UTC+2 | 19:30 UTC+2      | |                 |      | Sidon Publik: 2 000 Domare: Sivakorn Pu-Udom (Thailand) | Sidon Publik: 2 000 Domare: Sivakorn Pu-Udom (Thailand) |

|             | 17 november 2015 | Laos | 0 – 5           | Sydkorea                                                             | New Laos National Stadium                                        |                                                                  |
| 19:00 UTC+7 | 19:00 UTC+7      |      | (0 – 4) Rapport | 3′ (str.), 33′ Ki Sung-Yueng 35′, 68′ Son Heung-Min 44′ Suk Hyun-jun | Vientiane Publik: 3 000 Domare: Turki Al-Khudhayr (Saudiarabien) | Vientiane Publik: 3 000 Domare: Turki Al-Khudhayr (Saudiarabien) |
| 19:00 UTC+7 | 19:00 UTC+7      |      |                 |                                                                      | Vientiane Publik: 3 000 Domare: Turki Al-Khudhayr (Saudiarabien) | Vientiane Publik: 3 000 Domare: Turki Al-Khudhayr (Saudiarabien) |
| 19:00 UTC+7 | 19:00 UTC+7      |      |                 |                                                                      | Vientiane Publik: 3 000 Domare: Turki Al-Khudhayr (Saudiarabien) | Vientiane Publik: 3 000 Domare: Turki Al-Khudhayr (Saudiarabien) |

| [ n ]       | 17 november 2015 (Spelades ej) | Burma | 3 – 0 (Tilldelad) | Kuwait |  |  |
| 19:00 UTC+7 | 19:00 UTC+7                    |       | Rapport           |        |  |  |
| 19:00 UTC+7 | 19:00 UTC+7                    |       |                   |        |  |  |
| 19:00 UTC+7 | 19:00 UTC+7                    |       |                   |        |  |  |

|             | 24 mars 2016 | Sydkorea              | 1 – 0           | Libanon | Ansan Wa~ Stadium                           |                                             |
| 20:00 UTC+9 | 20:00 UTC+9  | Lee Jeong-Hyeop 90+3′ | (0 – 0) Rapport |         | Ansan Publik: 30 532 Domare: Ma Ning (Kina) | Ansan Publik: 30 532 Domare: Ma Ning (Kina) |
| 20:00 UTC+9 | 20:00 UTC+9  |                       |                 |         | Ansan Publik: 30 532 Domare: Ma Ning (Kina) | Ansan Publik: 30 532 Domare: Ma Ning (Kina) |
| 20:00 UTC+9 | 20:00 UTC+9  |                       |                 |         | Ansan Publik: 30 532 Domare: Ma Ning (Kina) | Ansan Publik: 30 532 Domare: Ma Ning (Kina) |

| [ n ]       | 24 mars 2016 (Spelades ej) | Kuwait | 0 – 3 (Tilldelad) | Laos |  |  |
| 18:35 UTC+3 | 18:35 UTC+3                |        | Rapport           |      |  |  |
| 18:35 UTC+3 | 18:35 UTC+3                |        |                   |      |  |  |
| 18:35 UTC+3 | 18:35 UTC+3                |        |                   |      |  |  |

|             | 29 mars 2016 | Libanon            | 1 – 1           | Burma        | Saida International Stadium                     |                                                 |
| 15:00 UTC+3 | 15:00 UTC+3  | Hilal El-Helwe 88′ | (0 – 0) Rapport | 73′ Aung Thu | Sidon Publik: 3 470 Domare: Jumpei Iida (Japan) | Sidon Publik: 3 470 Domare: Jumpei Iida (Japan) |
| 15:00 UTC+3 | 15:00 UTC+3  |                    |                 |              | Sidon Publik: 3 470 Domare: Jumpei Iida (Japan) | Sidon Publik: 3 470 Domare: Jumpei Iida (Japan) |
| 15:00 UTC+3 | 15:00 UTC+3  |                    |                 |              | Sidon Publik: 3 470 Domare: Jumpei Iida (Japan) | Sidon Publik: 3 470 Domare: Jumpei Iida (Japan) |

| [ n ]       | 29 mars 2016 (Spelades ej) | Sydkorea | 3 – 0 (Tilldelad) | Kuwait |  |  |
| 20:00 UTC+9 | 20:00 UTC+9                |          | Rapport           |        |  |  |
| 20:00 UTC+9 | 20:00 UTC+9                |          |                   |        |  |  |
| 20:00 UTC+9 | 20:00 UTC+9                |          |                   |        |  |  |

### Grupp H
| Nr | AFC – 2.H ( ) | S | V | O | F | GM | IM | MS  | P  |
| -- | ------------- | - | - | - | - | -- | -- | --- | -- |
| 1  | Uzbekistan    | 8 | 7 | 0 | 1 | 20 | 7  | +13 | 21 |
| 2  | Nordkorea     | 8 | 5 | 1 | 2 | 14 | 8  | +6  | 16 |
| 3  | Filippinerna  | 8 | 3 | 1 | 4 | 8  | 12 | −4  | 10 |
| 4  | Bahrain       | 8 | 3 | 0 | 5 | 10 | 10 | 0   | 9  |
| 5  | Jemen         | 8 | 1 | 0 | 7 | 2  | 17 | −15 | 3  |

| AFC – 2.H ( ) |     |     |     |     |     |
| Bahrain       | —   | 2–0 | 3–0 | 0–1 | 0–4 |
| Filippinerna  | 2–1 | —   | 0–1 | 3–2 | 1–5 |
| Jemen         | 0–4 | 0–2 | —   | 0–3 | 1–3 |
| Nordkorea     | 2–0 | 0–0 | 1–0 | —   | 4–2 |
| Uzbekistan    | 1–0 | 1–0 | 1–0 | 3–1 | —   |

| Grupp H   |                            |
| Statistik |                            |
| Matcher   | 20                         |
| Mål       | 54 (2,7 per match)         |
| Publik    | 334 223 (16 711 per match) |

|             | 11 juni 2015 | Filippinerna                           | 2 – 1           | Bahrain                    | Philippine Sports Stadium                        |                                                  |
| 20:00 UTC+8 | 20:00 UTC+8  | Misagh Bahadoran 50′ Javier Patiño 59′ | (0 – 0) Rapport | 90+3′ Abdulwahab Al-Malood | Bocaue Publik: 6 000 Domare: Jumpei Iida (Japan) | Bocaue Publik: 6 000 Domare: Jumpei Iida (Japan) |
| 20:00 UTC+8 | 20:00 UTC+8  |                                        |                 |                            | Bocaue Publik: 6 000 Domare: Jumpei Iida (Japan) | Bocaue Publik: 6 000 Domare: Jumpei Iida (Japan) |
| 20:00 UTC+8 | 20:00 UTC+8  |                                        |                 |                            | Bocaue Publik: 6 000 Domare: Jumpei Iida (Japan) | Bocaue Publik: 6 000 Domare: Jumpei Iida (Japan) |

| [ o ]       | 11 juni 2015 | Jemen | 0 – 3 (Tilldelad) | Nordkorea      | Suheim Bin Hamad Stadium                                              |                                                                       |
| 19:00 UTC+3 | 19:00 UTC+3  |       | Rapport           | 71′ So Hyon-Uk | Doha (Qatar) Publik: 3 200 Domare: Hettikamkanamge Perera (Sri Lanka) | Doha (Qatar) Publik: 3 200 Domare: Hettikamkanamge Perera (Sri Lanka) |
| 19:00 UTC+3 | 19:00 UTC+3  |       |                   |                | Doha (Qatar) Publik: 3 200 Domare: Hettikamkanamge Perera (Sri Lanka) | Doha (Qatar) Publik: 3 200 Domare: Hettikamkanamge Perera (Sri Lanka) |
| 19:00 UTC+3 | 19:00 UTC+3  |       |                   |                | Doha (Qatar) Publik: 3 200 Domare: Hettikamkanamge Perera (Sri Lanka) | Doha (Qatar) Publik: 3 200 Domare: Hettikamkanamge Perera (Sri Lanka) |

|             | 16 juni 2015 | Nordkorea                                                           | 4 – 2           | Uzbekistan                             | Kim Il-sung Stadium                                                  |                                                                      |
| 17:00 UTC+9 | 17:00 UTC+9  | Pak Kwang-Ryong 4′ Jang Kuk-Chol 16′ Ro Hak-Su 34′ Ri Hyok-Chol 36′ | (4 – 0) Rapport | 53′ Anzur Ismailov 79′ Sardor Rashidov | Pyongyang Publik: 42 000 Domare: Mohd Amirul Izwan Yaacob (Malaysia) | Pyongyang Publik: 42 000 Domare: Mohd Amirul Izwan Yaacob (Malaysia) |
| 17:00 UTC+9 | 17:00 UTC+9  |                                                                     |                 |                                        | Pyongyang Publik: 42 000 Domare: Mohd Amirul Izwan Yaacob (Malaysia) | Pyongyang Publik: 42 000 Domare: Mohd Amirul Izwan Yaacob (Malaysia) |
| 17:00 UTC+9 | 17:00 UTC+9  |                                                                     |                 |                                        | Pyongyang Publik: 42 000 Domare: Mohd Amirul Izwan Yaacob (Malaysia) | Pyongyang Publik: 42 000 Domare: Mohd Amirul Izwan Yaacob (Malaysia) |

|             | 16 juni 2015 | Jemen | 0 – 2           | Filippinerna                         | Suheim Bin Hamad Stadium                                            |                                                                     |
| 19:00 UTC+3 | 19:00 UTC+3  |       | (0 – 0) Rapport | 52′ Misagh Bahadoran 74′ Iain Ramsay | Doha (Qatar) Publik: 5 200 Domare: Dmitriy Mashentsev (Kirgizistan) | Doha (Qatar) Publik: 5 200 Domare: Dmitriy Mashentsev (Kirgizistan) |
| 19:00 UTC+3 | 19:00 UTC+3  |       |                 |                                      | Doha (Qatar) Publik: 5 200 Domare: Dmitriy Mashentsev (Kirgizistan) | Doha (Qatar) Publik: 5 200 Domare: Dmitriy Mashentsev (Kirgizistan) |
| 19:00 UTC+3 | 19:00 UTC+3  |       |                 |                                      | Doha (Qatar) Publik: 5 200 Domare: Dmitriy Mashentsev (Kirgizistan) | Doha (Qatar) Publik: 5 200 Domare: Dmitriy Mashentsev (Kirgizistan) |

|             | 3 september 2015 | Uzbekistan             | 1 – 0           | Jemen | Pakhtakor Markaziy Stadium                            |                                                       |
| 19:00 UTC+5 | 19:00 UTC+5      | Alexander Geynrikh 51′ | (0 – 0) Rapport |       | Tasjkent Publik: 15 000 Domare: Lee Min-Hu (Sydkorea) | Tasjkent Publik: 15 000 Domare: Lee Min-Hu (Sydkorea) |
| 19:00 UTC+5 | 19:00 UTC+5      |                        |                 |       | Tasjkent Publik: 15 000 Domare: Lee Min-Hu (Sydkorea) | Tasjkent Publik: 15 000 Domare: Lee Min-Hu (Sydkorea) |
| 19:00 UTC+5 | 19:00 UTC+5      |                        |                 |       | Tasjkent Publik: 15 000 Domare: Lee Min-Hu (Sydkorea) | Tasjkent Publik: 15 000 Domare: Lee Min-Hu (Sydkorea) |

|             | 3 september 2015 | Bahrain | 0 – 1           | Nordkorea        | Stād al-Bahrayn al-Watanī                          |                                                    |
| 18:40 UTC+3 | 18:40 UTC+3      |         | (0 – 1) Rapport | 43′ Jong Il-Gwan | Ar Rifā‘ Publik: 9 500 Domare: Mohsen Torky (Iran) | Ar Rifā‘ Publik: 9 500 Domare: Mohsen Torky (Iran) |
| 18:40 UTC+3 | 18:40 UTC+3      |         |                 |                  | Ar Rifā‘ Publik: 9 500 Domare: Mohsen Torky (Iran) | Ar Rifā‘ Publik: 9 500 Domare: Mohsen Torky (Iran) |
| 18:40 UTC+3 | 18:40 UTC+3      |         |                 |                  | Ar Rifā‘ Publik: 9 500 Domare: Mohsen Torky (Iran) | Ar Rifā‘ Publik: 9 500 Domare: Mohsen Torky (Iran) |

|             | 8 september 2015 | Filippinerna        | 1 – 5           | Uzbekistan                                                     | Philippine Sports Stadium                             |                                                       |
| 20:00 UTC+8 | 20:00 UTC+8      | Stephan Schröck 65′ | (0 – 3) Rapport | 1′ Odil Ahmedov 14′, 80′ Sardor Rashidov 43′, 65′ Igor Sergeev | Bocaue Publik: 7 500 Domare: Peter Green (Australien) | Bocaue Publik: 7 500 Domare: Peter Green (Australien) |
| 20:00 UTC+8 | 20:00 UTC+8      |                     |                 |                                                                | Bocaue Publik: 7 500 Domare: Peter Green (Australien) | Bocaue Publik: 7 500 Domare: Peter Green (Australien) |
| 20:00 UTC+8 | 20:00 UTC+8      |                     |                 |                                                                | Bocaue Publik: 7 500 Domare: Peter Green (Australien) | Bocaue Publik: 7 500 Domare: Peter Green (Australien) |

|             | 8 september 2015 | Jemen | 0 – 4           | Bahrain                                                                                   | Grand Hamad Stadium                                              |                                                                  |
| 19:00 UTC+3 | 19:00 UTC+3      |       | (0 – 2) Rapport | 30′ (str.) Hussain Ali Baba 45′ Sami Al-Husaini 66′ Abdullah Omar 77′ Sayed Mohamed Adnan | Doha (Qatar) Publik: 421 Domare: Turki Al-Khudhayr (Saudarabien) | Doha (Qatar) Publik: 421 Domare: Turki Al-Khudhayr (Saudarabien) |
| 19:00 UTC+3 | 19:00 UTC+3      |       |                 |                                                                                           | Doha (Qatar) Publik: 421 Domare: Turki Al-Khudhayr (Saudarabien) | Doha (Qatar) Publik: 421 Domare: Turki Al-Khudhayr (Saudarabien) |
| 19:00 UTC+3 | 19:00 UTC+3      |       |                 |                                                                                           | Doha (Qatar) Publik: 421 Domare: Turki Al-Khudhayr (Saudarabien) | Doha (Qatar) Publik: 421 Domare: Turki Al-Khudhayr (Saudarabien) |

|                | 8 oktober 2015 | Nordkorea | 0 – 0           | Filippinerna | Kim Il-sung Stadium                             |                                                 |
| 16:00 UTC+8:30 | 16:00 UTC+8:30 |           | (0 – 0) Rapport |              | Pyongyang Publik: 41 000 Domare: Ma Ning (Kina) | Pyongyang Publik: 41 000 Domare: Ma Ning (Kina) |
| 16:00 UTC+8:30 | 16:00 UTC+8:30 |           |                 |              | Pyongyang Publik: 41 000 Domare: Ma Ning (Kina) | Pyongyang Publik: 41 000 Domare: Ma Ning (Kina) |
| 16:00 UTC+8:30 | 16:00 UTC+8:30 |           |                 |              | Pyongyang Publik: 41 000 Domare: Ma Ning (Kina) | Pyongyang Publik: 41 000 Domare: Ma Ning (Kina) |

|             | 8 oktober 2015 | Bahrain | 0 – 4           | Uzbekistan                                                                   | Stād al-Bahrayn al-Watanī                          |                                                    |
| 18:00 UTC+3 | 18:00 UTC+3    |         | (0 – 0) Rapport | 52′ Igor Sergeev 57′ Odil Ahmedov 66′ Sardor Rashidov 90+5′ Eldor Shomurodov | Ar Rifā‘ Publik: 5 000 Domare: Minoru Tōjō (Japan) | Ar Rifā‘ Publik: 5 000 Domare: Minoru Tōjō (Japan) |
| 18:00 UTC+3 | 18:00 UTC+3    |         |                 |                                                                              | Ar Rifā‘ Publik: 5 000 Domare: Minoru Tōjō (Japan) | Ar Rifā‘ Publik: 5 000 Domare: Minoru Tōjō (Japan) |
| 18:00 UTC+3 | 18:00 UTC+3    |         |                 |                                                                              | Ar Rifā‘ Publik: 5 000 Domare: Minoru Tōjō (Japan) | Ar Rifā‘ Publik: 5 000 Domare: Minoru Tōjō (Japan) |

|                | 13 oktober 2015 | Nordkorea               | 1 – 0           | Jemen | Kim Il-sung Stadium                                      |                                                          |
| 16:00 UTC+8:30 | 16:00 UTC+8:30  | Jong Il-Gwan 12′ (str.) | (1 – 0) Rapport |       | Pyongyang Publik: 41 000 Domare: Liu Kwok Man (Hongkong) | Pyongyang Publik: 41 000 Domare: Liu Kwok Man (Hongkong) |
| 16:00 UTC+8:30 | 16:00 UTC+8:30  |                         |                 |       | Pyongyang Publik: 41 000 Domare: Liu Kwok Man (Hongkong) | Pyongyang Publik: 41 000 Domare: Liu Kwok Man (Hongkong) |
| 16:00 UTC+8:30 | 16:00 UTC+8:30  |                         |                 |       | Pyongyang Publik: 41 000 Domare: Liu Kwok Man (Hongkong) | Pyongyang Publik: 41 000 Domare: Liu Kwok Man (Hongkong) |

|             | 13 oktober 2015 | Bahrain                                       | 2 – 0           | Filippinerna | Stād al-Bahrayn al-Watanī                                        |                                                                  |
| 18:00 UTC+3 | 18:00 UTC+3     | Ismail Abdullatif 53′ Sayed Mohamed Adnan 61′ | (0 – 0) Rapport |              | Ar Rifā‘ Publik: 3 050 Domare: Mohanad Qasim Eesee Sarray (Irak) | Ar Rifā‘ Publik: 3 050 Domare: Mohanad Qasim Eesee Sarray (Irak) |
| 18:00 UTC+3 | 18:00 UTC+3     |                                               |                 |              | Ar Rifā‘ Publik: 3 050 Domare: Mohanad Qasim Eesee Sarray (Irak) | Ar Rifā‘ Publik: 3 050 Domare: Mohanad Qasim Eesee Sarray (Irak) |
| 18:00 UTC+3 | 18:00 UTC+3     |                                               |                 |              | Ar Rifā‘ Publik: 3 050 Domare: Mohanad Qasim Eesee Sarray (Irak) | Ar Rifā‘ Publik: 3 050 Domare: Mohanad Qasim Eesee Sarray (Irak) |

|             | 12 november 2015 | Filippinerna | 0 – 1           | Jemen               | Rizal Memorial Stadium                              |                                                     |
| 20:00 UTC+8 | 20:00 UTC+8      |              | (0 – 0) Rapport | 83′ Ahmed Al-Sarori | Manila Publik: 6 478 Domare: Kim Hee-Gon (Sydkorea) | Manila Publik: 6 478 Domare: Kim Hee-Gon (Sydkorea) |
| 20:00 UTC+8 | 20:00 UTC+8      |              |                 |                     | Manila Publik: 6 478 Domare: Kim Hee-Gon (Sydkorea) | Manila Publik: 6 478 Domare: Kim Hee-Gon (Sydkorea) |
| 20:00 UTC+8 | 20:00 UTC+8      |              |                 |                     | Manila Publik: 6 478 Domare: Kim Hee-Gon (Sydkorea) | Manila Publik: 6 478 Domare: Kim Hee-Gon (Sydkorea) |

|             | 12 november 2015 | Uzbekistan                                               | 3 – 1           | Nordkorea       | Pakhtakor Markaziy Stadium                             |                                                        |
| 18:00 UTC+5 | 18:00 UTC+5      | Igor Sergeev 24′ Alexander Geynrikh 66′ Odil Ahmedov 87′ | (1 – 1) Rapport | 2′ Ri Hyok-Chol | Tasjkent Publik: 27 174 Domare: Alireza Faghani (Iran) | Tasjkent Publik: 27 174 Domare: Alireza Faghani (Iran) |
| 18:00 UTC+5 | 18:00 UTC+5      |                                                          |                 |                 | Tasjkent Publik: 27 174 Domare: Alireza Faghani (Iran) | Tasjkent Publik: 27 174 Domare: Alireza Faghani (Iran) |
| 18:00 UTC+5 | 18:00 UTC+5      |                                                          |                 |                 | Tasjkent Publik: 27 174 Domare: Alireza Faghani (Iran) | Tasjkent Publik: 27 174 Domare: Alireza Faghani (Iran) |

|                | 17 november 2015 | Nordkorea                                       | 2 – 0           | Bahrain | Kim Il-sung Stadium                                                  |                                                                      |
| 15:30 UTC+8:30 | 15:30 UTC+8:30   | Pak Kwang-Ryong 45+1′ (str.) Jong Il-Gwan 90+3′ | (1 – 0) Rapport |         | Pyongyang Publik: 45 000 Domare: Muhammad Taqi Aljaafari (Singapore) | Pyongyang Publik: 45 000 Domare: Muhammad Taqi Aljaafari (Singapore) |
| 15:30 UTC+8:30 | 15:30 UTC+8:30   |                                                 |                 |         | Pyongyang Publik: 45 000 Domare: Muhammad Taqi Aljaafari (Singapore) | Pyongyang Publik: 45 000 Domare: Muhammad Taqi Aljaafari (Singapore) |
| 15:30 UTC+8:30 | 15:30 UTC+8:30   |                                                 |                 |         | Pyongyang Publik: 45 000 Domare: Muhammad Taqi Aljaafari (Singapore) | Pyongyang Publik: 45 000 Domare: Muhammad Taqi Aljaafari (Singapore) |

|             | 17 november 2015 | Jemen                 | 1 – 3           | Uzbekistan                                                    | Grand Hamad Stadium                                        |                                                            |
| 18:30 UTC+3 | 18:30 UTC+3      | Ahmed Al-Sarori 90+2′ | (0 – 2) Rapport | 7′ Azizbek Haydarov 31′ Server Djeparov 50′ Stanislav Andreev | Doha (Qatar) Publik: 350 Domare: Abdullah Al Hilali (Oman) | Doha (Qatar) Publik: 350 Domare: Abdullah Al Hilali (Oman) |
| 18:30 UTC+3 | 18:30 UTC+3      |                       |                 |                                                               | Doha (Qatar) Publik: 350 Domare: Abdullah Al Hilali (Oman) | Doha (Qatar) Publik: 350 Domare: Abdullah Al Hilali (Oman) |
| 18:30 UTC+3 | 18:30 UTC+3      |                       |                 |                                                               | Doha (Qatar) Publik: 350 Domare: Abdullah Al Hilali (Oman) | Doha (Qatar) Publik: 350 Domare: Abdullah Al Hilali (Oman) |

|             | 24 mars 2016 | Uzbekistan         | 1 – 0           | Filippinerna | Bunyodkor Stadium                                  |                                                    |
| 18:00 UTC+5 | 18:00 UTC+5  | Anzur Ismailov 59′ | (0 – 0) Rapport |              | Tasjkent Publik: 34 000 Domare: Ryuji Sato (Japan) | Tasjkent Publik: 34 000 Domare: Ryuji Sato (Japan) |
| 18:00 UTC+5 | 18:00 UTC+5  |                    |                 |              | Tasjkent Publik: 34 000 Domare: Ryuji Sato (Japan) | Tasjkent Publik: 34 000 Domare: Ryuji Sato (Japan) |
| 18:00 UTC+5 | 18:00 UTC+5  |                    |                 |              | Tasjkent Publik: 34 000 Domare: Ryuji Sato (Japan) | Tasjkent Publik: 34 000 Domare: Ryuji Sato (Japan) |

|             | 24 mars 2016 | Bahrain                                                                        | 3 – 0           | Jemen | Stād al-Bahrayn al-Watanī                          |                                                    |
| 18:30 UTC+3 | 18:30 UTC+3  | Ismail Abdullatif 31′ (str.) Abdulwahab Al-Malood 63′ Mohamed Al Romaihi 90+2′ | (1 – 0) Rapport |       | Ar Rifā‘ Publik: 1 000 Domare: Ahmed Al-Kaf (Oman) | Ar Rifā‘ Publik: 1 000 Domare: Ahmed Al-Kaf (Oman) |
| 18:30 UTC+3 | 18:30 UTC+3  |                                                                                |                 |       | Ar Rifā‘ Publik: 1 000 Domare: Ahmed Al-Kaf (Oman) | Ar Rifā‘ Publik: 1 000 Domare: Ahmed Al-Kaf (Oman) |
| 18:30 UTC+3 | 18:30 UTC+3  |                                                                                |                 |       | Ar Rifā‘ Publik: 1 000 Domare: Ahmed Al-Kaf (Oman) | Ar Rifā‘ Publik: 1 000 Domare: Ahmed Al-Kaf (Oman) |

|             | 29 mars 2016 | Filippinerna                                        | 3 – 2           | Nordkorea                           | Rizal Memorial Stadium                                       |                                                              |
| 20:00 UTC+8 | 20:00 UTC+8  | Misagh Bahadoran 43′ Manuel Ott 84′ Iain Ramsay 90′ | (1 – 1) Rapport | 45+2′ So Kyong-Jin 48′ Ri Hyok-Chol | Manila Publik: 7 350 Domare: Fahad Al-Mirdasi (Saudiarabien) | Manila Publik: 7 350 Domare: Fahad Al-Mirdasi (Saudiarabien) |
| 20:00 UTC+8 | 20:00 UTC+8  |                                                     |                 |                                     | Manila Publik: 7 350 Domare: Fahad Al-Mirdasi (Saudiarabien) | Manila Publik: 7 350 Domare: Fahad Al-Mirdasi (Saudiarabien) |
| 20:00 UTC+8 | 20:00 UTC+8  |                                                     |                 |                                     | Manila Publik: 7 350 Domare: Fahad Al-Mirdasi (Saudiarabien) | Manila Publik: 7 350 Domare: Fahad Al-Mirdasi (Saudiarabien) |

|             | 29 mars 2016 | Uzbekistan          | 1 – 0           | Bahrain | Bunyodkor Stadium                                                                       |                                                                                         |
| 18:00 UTC+5 | 18:00 UTC+5  | Sardor Rashidov 50′ | (0 – 0) Rapport |         | Tasjkent Publik: 34 000 Domare: Mohammed Abdulla Hassan Mohamed (Förenade arabemiraten) | Tasjkent Publik: 34 000 Domare: Mohammed Abdulla Hassan Mohamed (Förenade arabemiraten) |
| 18:00 UTC+5 | 18:00 UTC+5  |                     |                 |         | Tasjkent Publik: 34 000 Domare: Mohammed Abdulla Hassan Mohamed (Förenade arabemiraten) | Tasjkent Publik: 34 000 Domare: Mohammed Abdulla Hassan Mohamed (Förenade arabemiraten) |
| 18:00 UTC+5 | 18:00 UTC+5  |                     |                 |         | Tasjkent Publik: 34 000 Domare: Mohammed Abdulla Hassan Mohamed (Förenade arabemiraten) | Tasjkent Publik: 34 000 Domare: Mohammed Abdulla Hassan Mohamed (Förenade arabemiraten) |

## Ranking av grupptvåor
De fyra bästa grupptvåorna gick vidare även de vidare till tredje omgången. Då Indonesien blev diskvalificerat gjordes poängräkningen om, Grupp F bestod då enbart av fyra tävlande lag. Poängen räknas i de övriga grupperna (A–E, G och H) utan resultatet mot det femteplacerade laget (i respektive grupp).
| Nr | AFC (grupp) ( )           | S | V | O | F | GM | IM | MS  | P  |
| -- | ------------------------- | - | - | - | - | -- | -- | --- | -- |
| 1  | Irak (F)                  | 6 | 3 | 3 | 0 | 13 | 6  | +7  | 12 |
| 2  | Syrien (E)                | 6 | 4 | 0 | 2 | 14 | 11 | +3  | 12 |
| 3  | Förenade arabemiraten (A) | 6 | 3 | 2 | 1 | 16 | 4  | +12 | 11 |
| 4  | Kina (C)                  | 6 | 3 | 2 | 1 | 9  | 1  | +8  | 11 |
| 5  | Nordkorea (H)             | 6 | 3 | 1 | 2 | 10 | 8  | +2  | 10 |
| 6  | Jordanien (B)             | 6 | 3 | 1 | 2 | 9  | 7  | +2  | 10 |
| 7  | Oman (D)                  | 6 | 2 | 2 | 2 | 6  | 6  | 0   | 8  |
| 8  | Libanon (G)               | 6 | 1 | 2 | 3 | 3  | 6  | −3  | 5  |

## Anmärkningslista
1. ↑  Publiksnittet har räknats ut ifrån 149 matcher istället för 152, för att göra publiksnittet mer realistiskt, detta för att tre av Kuwaits matcher aldrig spelades.
2. ↑  Matchen spelades i Malaysia på grund av att det saknades lämplig plats i Dili.
3. ↑  Matchen mellan Malaysia och Saudiarabien avbröts i den 87:e minuten efter att en grupp supportrar kastat in föremål på planen, Saudiarabien ledde då med 2–1. Den 5 oktober 2015 beslutade FIFA att Saudiarabien tilldöms seger med 3–0. Malaysia tvingades även spela nästa hemmamatch (mot Förenade Arabemiraten) bakom stängda dörrar.[1][2]
4. 1 2  Palestinas hemmamatcher mot Saudarabien respektive Malaysia spelades på neutral plan då den palestinska regeringen inte kunde garantera säkerheten för matcherna.[4]
5. ↑  Maldiverna spelade sin hemmamatch mot Kina i Kina, på grund av det dåliga skicket National Football Stadium har.[17]
6. ↑  Fifa tilldömde Iran vinsten då Indien hade använt sig av Eugeneson Lyngdoh, en spelare som inte var berättigad att spela matchen. Matchen slutade ursprungligen 3–0 till Iran.[26]
7. 1 2 3 4  Afghanistan spelade sina hemmamatcher i Iran på grund av kriget i Afghanistan.[35]
8. 1 2 3 4  Syrien spelade sina hemmamatcher i Oman på grund av inbördeskriget i Syrien.
9. ↑  Matchen skulle ha spelats den 11 juni 2015, men tidigare lades på grund av de sydasiatiska spelen 2015.[42]
10. 1 2 3  Irak spelade sina hemmamatcher i Iran på grund av kriget i Irak.[43]
11. ↑  Publiksnittet har räknats ut ifrån 17 matcher istället för 20, för att göra publiksnittet mer realistiskt, detta för att tre av Kuwaits matcher aldrig spelades.
12. 1 2 3  Burma spelade sina i Thailand på grund av en planinvasion i en match mot Oman i kvalet till VM 2014.[48]
13. ↑  Matchen spelades i Qatar av anledningar som inte har offentlig gjorts.[49]
14. 1 2 3  Den 16 oktober 2015 meddelade FIFA att Kuwaits fotbollsförbund stängs av med omedelbar verkan på grund av regeringens inblandning i sporten.[52] Den 13 januari 2016 beslutade FIFA att matchen mellan Kuwait och Burma, som skulle spelats 17 november 2015, inte ska spelas[53] och tilldelade Burma segern med 3–0 enligt FIFAs disciplinregler[54]. Kuwaits matcher mot Laos och Sydkorea planerades till 24 respektive 29 mars 2016 men spelades inte och fortsatta beslut skulle komma att tas av FIFAs disciplinnämnd.[55]. Den 6 april 2016 tog Fifa beslutet att Kuwait förlorade bägge matcherna med 3–0[56]
15. ↑  Nordkorea vann matchen med 1–0 men tilldelades segern med 3–0 i efterhand på grund av att Jemen använt sig av en icke-kvalificerad spelare.
16. 1 2 3 4  Yemen spelade sina hemmamatcher i Qatar på grund av Militärinterventionen i Jemen.[59]